# Zwitserland
Zwitserland (Nederlandse uitspraak: [ˈzʋɪt.tsərˌlɑnt]; Duits: die Schweiz, Frans: la Suisse, Italiaans: la Svizzera, Reto-Romaans: Svizra, Latijn: Helvetia), officieel de Zwitserse Bondsstaat (ook wel Zwitsers Eedgenootschap of Zwitserse Confederatie; Duits: Schweizerische Eidgenossenschaft, Frans: Confédération suisse, Italiaans: Confederazione svizzera, Reto-Romaans: Confederaziun svizra, Latijn: Confœderatio Helvetica), is een land in het westen van Europa met als buren Duitsland in het noorden, Frankrijk in het westen, Italië in het zuiden, Oostenrijk en Liechtenstein in het oosten.
Zwitserland is een binnenstaat en Alpenland met een oppervlakte van 41.284 km² en ca. 9 miljoen inwoners (2024). Bestuurlijk gezien is het een federale republiek bestaande uit 26 kantons. Zwitserland heeft officieel geen hoofdstad, maar Bern vervult in de praktijk die rol en wordt aangeduid als 'bondsstad'. Het is ook de plaats waar de bondsregering zetelt sinds het ontstaan van de federale staat in 1848. Zwitserland heeft een geschiedenis van neutraliteit: in 1815 werd op het Congres van Wenen de eeuwige neutraliteit van het land door de Europese grootmachten erkend. Het is geen lid van de Europese Unie (EU), maar de economie is sterk verweven met die van de EU.
Volgens de overlevering is het Oude Eedgenootschap – een confederatie die de voorloper was van de huidige bondsstaat Zwitserland – ontstaan in de 13e eeuw uit de Bondsbrief van 1291, een overeenkomst tussen de drie "oerkantons". Hoewel het land daarmee een lange geschiedenis als zelfstandige staat heeft, is de Zwitserse cultuur sterk beïnvloed door die van buurlanden Duitsland, Frankrijk en Italië. Duits, Frans en Italiaans zijn alle drie officiële talen in Zwitserland, evenals het Reto-Romaans. De 'neutrale' naam van het land is de Latijnse benaming Confœderatio Helvetica (CH).

## Geschiedenis

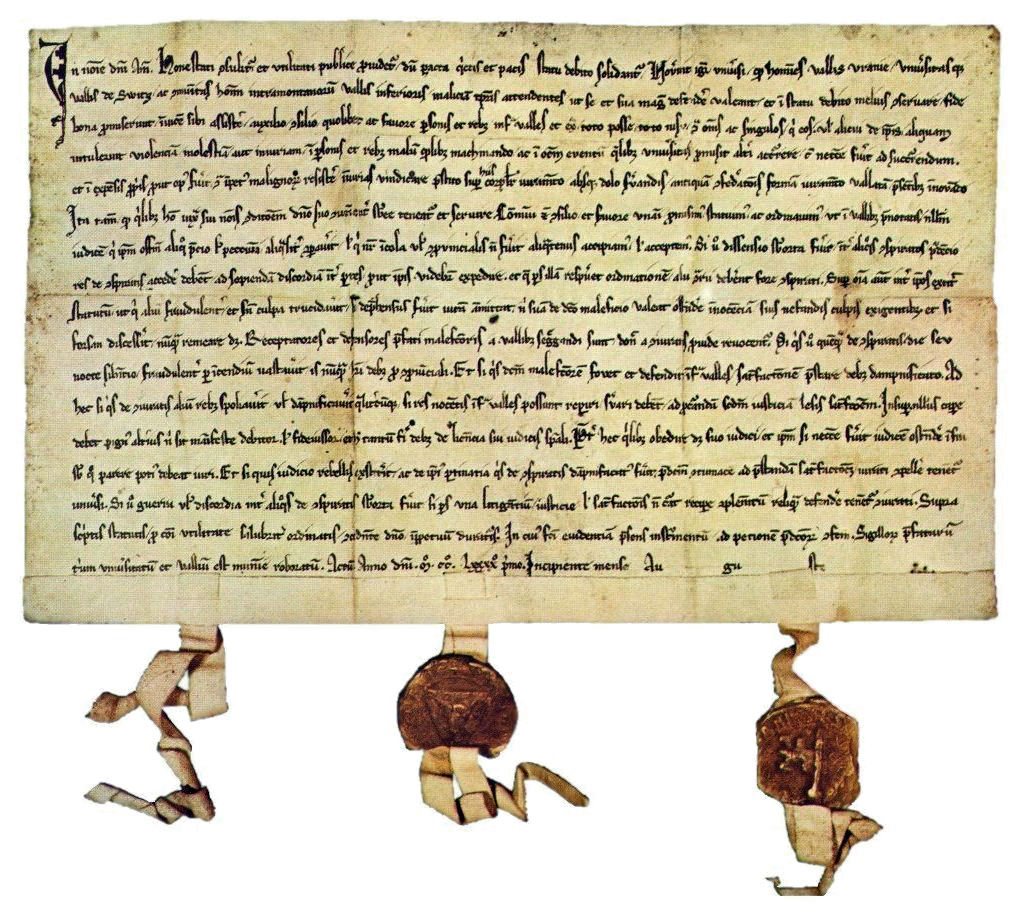
De bondsbrief van 1291.

Traditioneel wordt 1 augustus 1291 gehanteerd als de datum waarop Zwitserland ontstond. Rond die datum verenigden de oerkantons Uri, Schwyz en Unterwalden zich in een confederatie, het Oude Eedgenootschap, door het afsluiten van de Bondsbrief van 1291, om hun onafhankelijkheid ten opzichte van de Habsburgse vorsten te verkrijgen en te bewaren. Daarnaast is er de Zwitserse stichtingsmythe van de Rütlischwur, een eed afgelegd door Arnold von Melchtal (uit het kanton Unterwalden), Walter Fürst (uit het kanton Uri) en Werner Stauffacher (uit het kanton Schwyz).
De autonomie van de Confederatie werd bewerkstelligd door Johann Rudolf Wettstein en werd bevestigd in de Vrede van Westfalen in 1648, die ook een einde maakte aan de Tachtigjarige Oorlog en de Dertigjarige Oorlog.
Na verloop van tijd sloten ook andere kantons zich bij hen aan. De Zwitserse Confederatie bestond uit een bonte mengeling van staten, die al dan niet met hun vazalstaten (Wallis, bijvoorbeeld, was een vazalstaat van Bern) bij de confederatie hoorden.
Begin 1798 vielen Franse troepen het gebied binnen dat vandaag de dag Zwitserland is. Het toen bestaande Oude Eedgenootschap, op dat moment de Confederatie van de XIII kantons, stortte in elkaar. Op 12 april 1798 werd de Helvetische Republiek opgericht als een bufferstaat, net zoals de Bataafse Republiek er ook een was, die de Fransen oprichtten om hun land te beschermen. De bezettende troepen organiseerden een gecentraliseerde staat, gebaseerd op de ideeën van de Franse Revolutie. Deze zogenaamd progressieve ideeën werden niet aanvaard door de lokale bevolking. De bezettende troepen plunderden vele dorpen en steden, waardoor het moeilijk werd om een nieuwe werkende staat te creëren. In combinatie met het plaatselijk verzet zorgden de economische problemen van de republiek dan ook voor het falen van de staat. De instabiliteit in de republiek bereikte een hoogtepunt tussen 1802 en 1803. De aanwezige Franse troepen werden versterkt en Napoleon wijzigde met de Mediationsakte opnieuw de structuur, waardoor de gecentraliseerde staat werd afgeschaft en de Confederatie van de XIX kantons ontstond. Deze Confederatie bestond tot 1815 en werd toen opgevolgd door de Confederatie van de XXII kantons, die in 1848 werd afgelost door de oprichting van de moderne Zwitserse Bondsstaat.
In 1848 werd na een kleine godsdienstoorlog (de laatste van in totaal vijf godsdienstoorlogen) tussen katholieken en protestanten (zie Sonderbund) de staat definitief omgevormd tot een bondsstaat.
Tijdens de beide wereldoorlogen bleef Zwitserland neutraal, hoewel er wel gevechtshandelingen plaatsvonden. Zo werden er in 1940 elf Duitse gevechtsvliegtuigen neergeschoten die het Zwitserse luchtruim schonden.

## Geografie

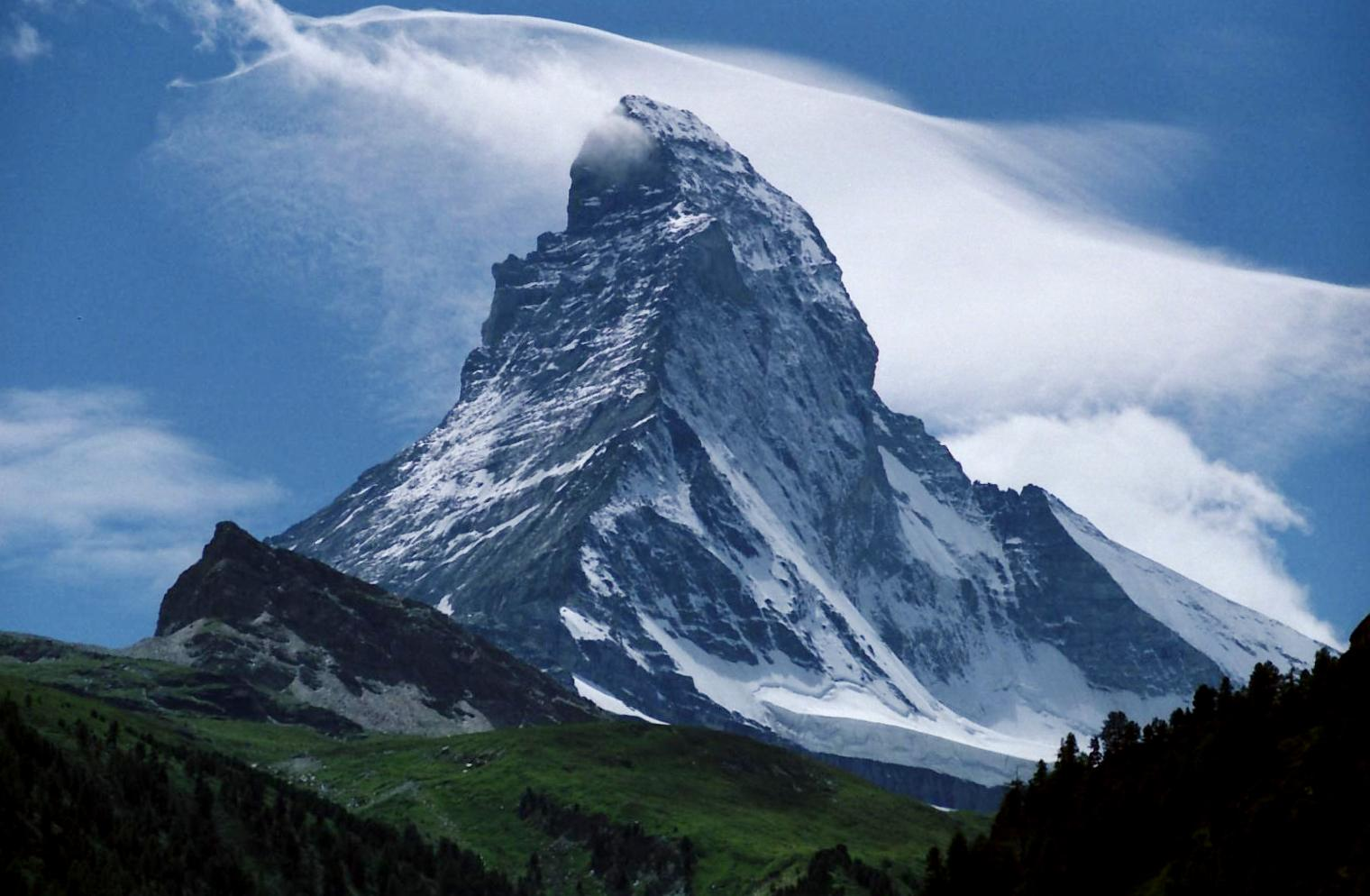
De Matterhorn is met 4478 meter een van de hoogste bergen in Zwitserland.

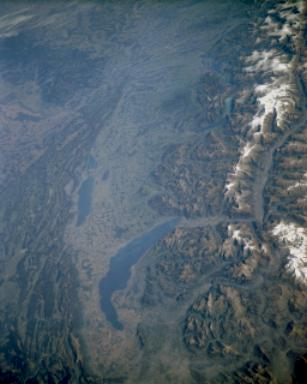
Satellietbeeld. Bron: NASA (NO boven). Links: Jura. Midden onder: meer van Genève

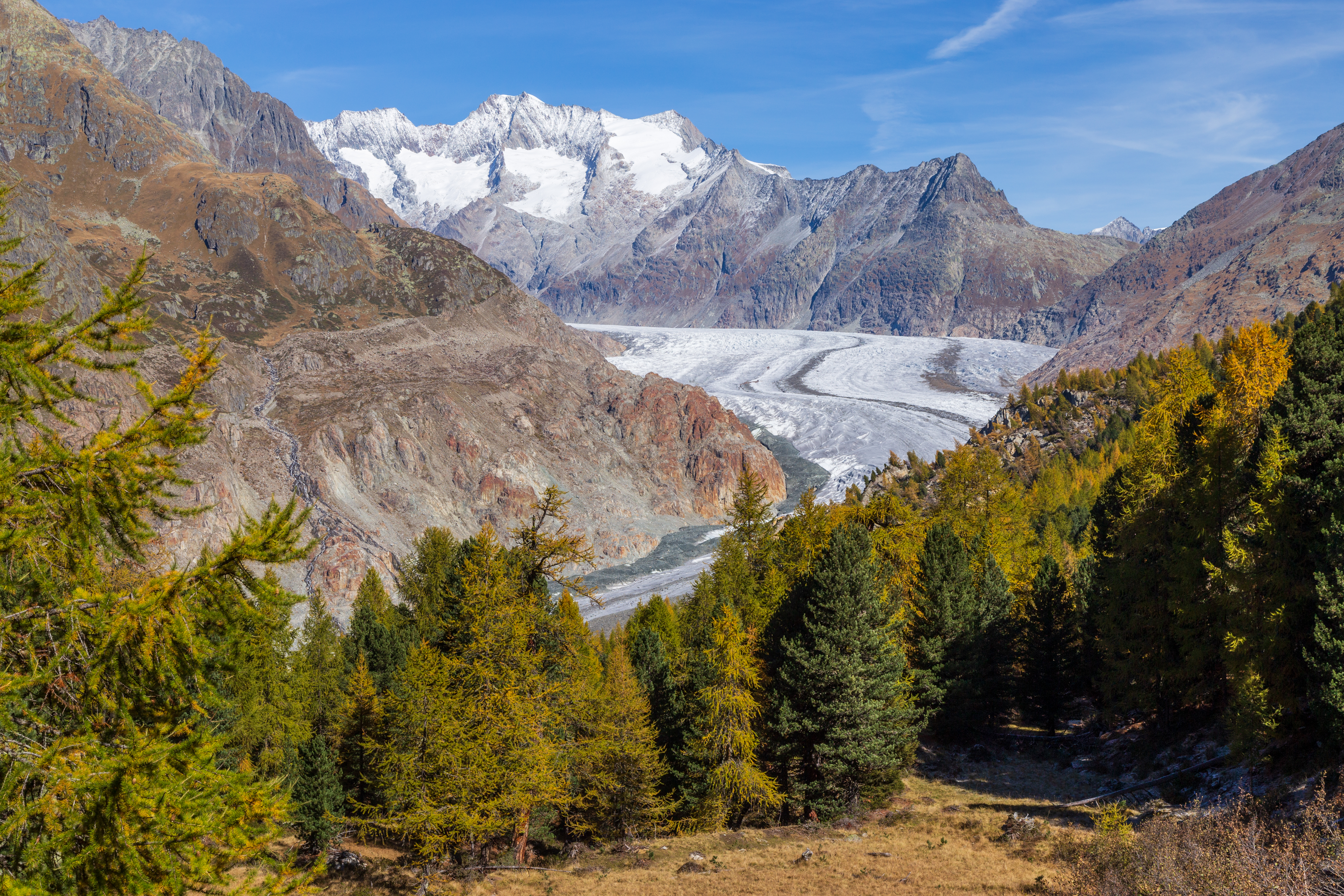
Aletschgletsjer, Wallis

Zwitserland ligt ten noorden en voor een kleiner deel ten zuiden van de Alpen. Het land heeft een grote diversiteit aan landschappen en er heersen meerdere klimaatzones in het land. Het klimaat in Zwitserland varieert sterk, van een hooggebergteklimaat in de hogere delen van de Alpen tot een mediterraan klimaat in Ticino.

Een groot deel van het land maakt deel uit van het gematigd naaldwoud van de Alpen, een WWF-ecoregio gecatalogeerd als bergbioom (orobioom) die de bergketen van de Alpen omspant.
De hoogste bergen in de Zwitserse Alpen liggen in het zuiden en oosten van het land. In het noordwesten ligt de Jura. De hoogste berg van Zwitserland is de Dufourspitze in het Monte Rosamassief (4634 meter). Een andere bekende berg is de Matterhorn (4478 meter). Het noorden en het midden zijn minder bergachtig en daardoor het dichtst bevolkt.
De grootste meren in Zwitserland, het Bodenmeer en het Meer van Genève, worden gedeeld met andere landen. Het grootste geheel in Zwitserland liggende meer is het Meer van Neuchâtel. De meren hebben toeristische waarde en worden jaarlijks door honderdduizenden mensen bezocht. Van de kleinere meren zijn het Meer van Zürich, het Vierwoudstrekenmeer, het Meer van Thun, het Meer van Brienz, het Maggioremeer en het Meer van Lugano de bekendste. De laatste twee genoemde wateren worden geografisch gedeeld met Italië. Het Vierwoudstrekenmeer is met drie miljoen toeristen per jaar het drukst bezochte meer van Europa.
De voornaamste rivieren zijn de Rijn (met zijrivier de Aare), de Rhône en de Inn, die alle in Zwitserland ontspringen.
In Zwitserland bevindt zich de waterscheiding tussen de Noordzee, de Zwarte Zee, de Adriatische Zee en de Middellandse Zee.
Zwitserland beschikt over het Zwitsers Nationaal Park in het kanton Graubünden. Het ligt in de Engadinvallei bij de grens met Italië. Het is het enige Nationale Park in Zwitserland en is met een oppervlakte van 174,2 km² het grootste beschermde gebied van het land.
 Het land telt daarnaast verschillende natuurparken.
Er zijn in het land zo'n 31 botanische tuinen en plantenverzamelingen, sinds 1996 verenigd in de Hortus Botanicus Helveticus (HBH), een vereniging van botanische tuinen en plantenverzamelingen in Zwitserland. De vereniging is in 1996 opgericht. Een van de bekendere tuinen is het natuurpark Papiliorama.
Bern is de bondsstad van Zwitserland. Hier zetelt de bondsregering sinds 1848, toen in Zwitserland de federale staat werd gesticht.
Buiten Bern zijn Zürich (de grootste stad), Genève, Bazel, Lausanne, Luzern en Lugano de belangrijkste steden van het land.

## Demografie

### Bevolking

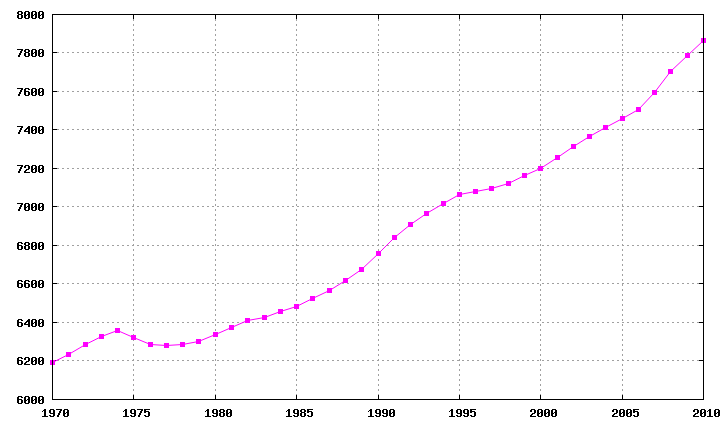
Bevolkingsverloop van Zwitserland

Zwitserland is geen natiestaat, er bestaat geen 'Zwitserse etniciteit'. In plaats daarvan is Zwitserland een samenleving van in hoofdzaak vier inheemse etnische groepen: Zwitserduitsers (65%), Romandiërs (18%), Italiaans-Zwitsers (10%) en Reto-Romanen (1%).
Eind 2005 woonden er 17.055 mensen met de Nederlandse nationaliteit en 9.822 mensen met de Belgische nationaliteit in Zwitserland.
| Getallen in 2024                | Getallen in 2024            |
| ------------------------------- | --------------------------- |
| Woonbevolking                   | 9.048.900                   |
| Man/vrouw verdeling             | 98,9 mannen per 100 vrouwen |
| Buitenlanders                   | 27,4%                       |
| Levensverwachting mannen        | 82,5 jaar                   |
| Levensverwachting vrouwen       | 86,0 jaar                   |
| Aantal kinderen per vrouw       | 1,3                         |
| Scheidingen per 100 trouwerijen | 49,0                        |

### Taal

De verspreiding van het Duits in West- en Midden-Europa

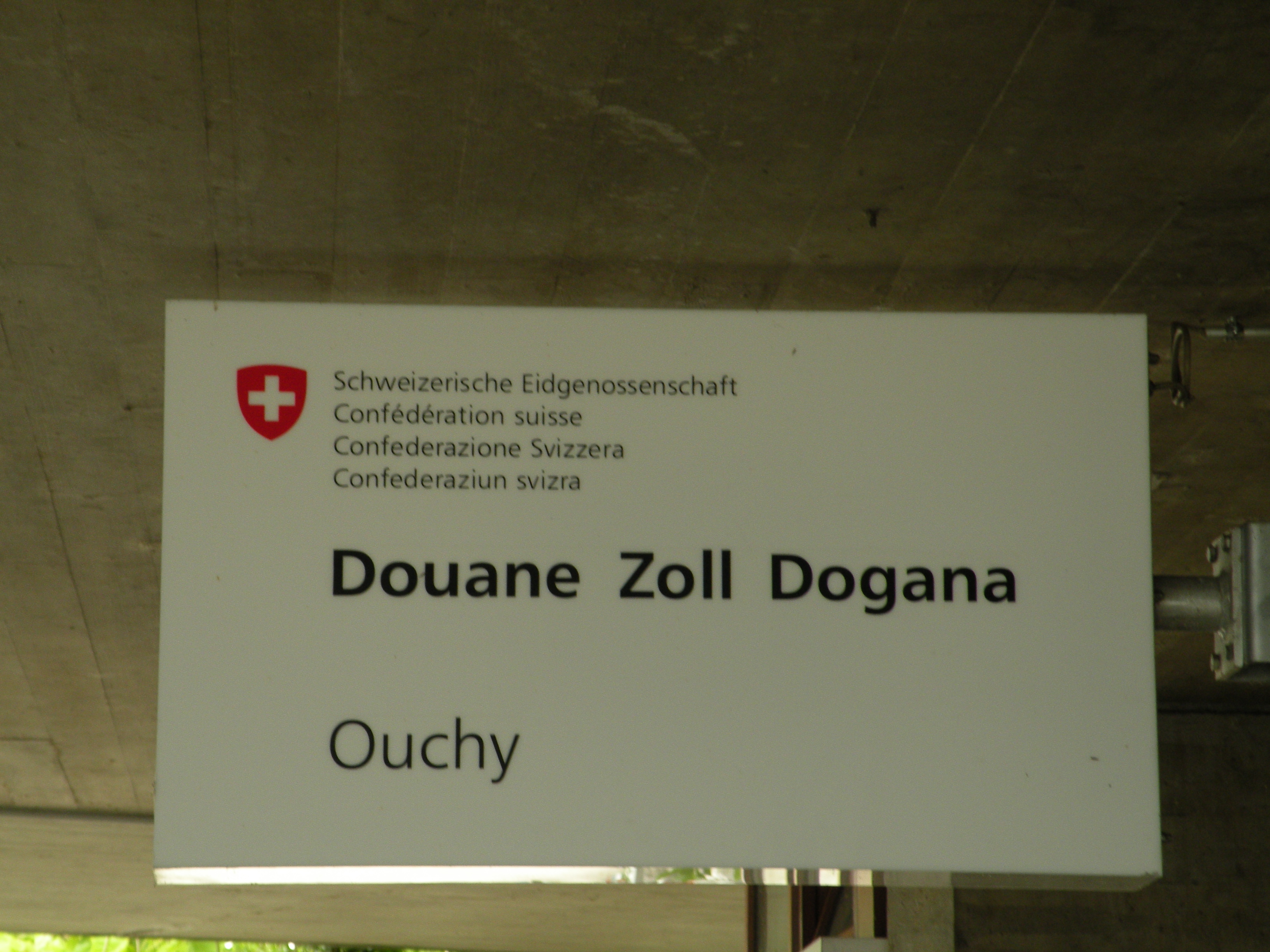
Zwitserland, een meertalig land

De nationale en officiële talen van Zwitserland zijn:
- Duits, als hoofdtaal gesproken door 63,0% van de bevolking
- Frans, als hoofdtaal gesproken door 22,7% van de bevolking
- Italiaans, als hoofdtaal gesproken door 8,1% van de bevolking
- Reto-Romaans, als hoofdtaal gesproken door 0,5% van de bevolking

Dit houdt in dat 5,7% van de bevolking in Zwitserland een andere eerste taal spreekt dan de landstalen. Servo-Kroatisch is daarvan met 1,4% de belangrijkste, gevolgd door Albanees, Portugees, Spaans, Engels, Turks, Tamil, Arabisch en Nederlands. Het Nederlands wordt door 0,2% van de Zwitserse bevolking als eerste taal gesproken.
Het Duits dat door de Duitstalige Zwitsers gesproken wordt is Zwitserduits, dat op veel punten afwijkt van het Hoogduits en ook grote verschillen kent tussen de verschillende steden en dorpen. Het Zwitserse Frans wijkt in details ook af van het Frans uit Frankrijk. Het Reto-Romaans wordt gesproken in een deel van het kanton Graubünden.
In de verschillende landstalen noemt men Zwitserland Schweiz (Duits), Suisse (Frans), Svizzera (Italiaans) en Svizra (Reto-Romaans).

### Religie

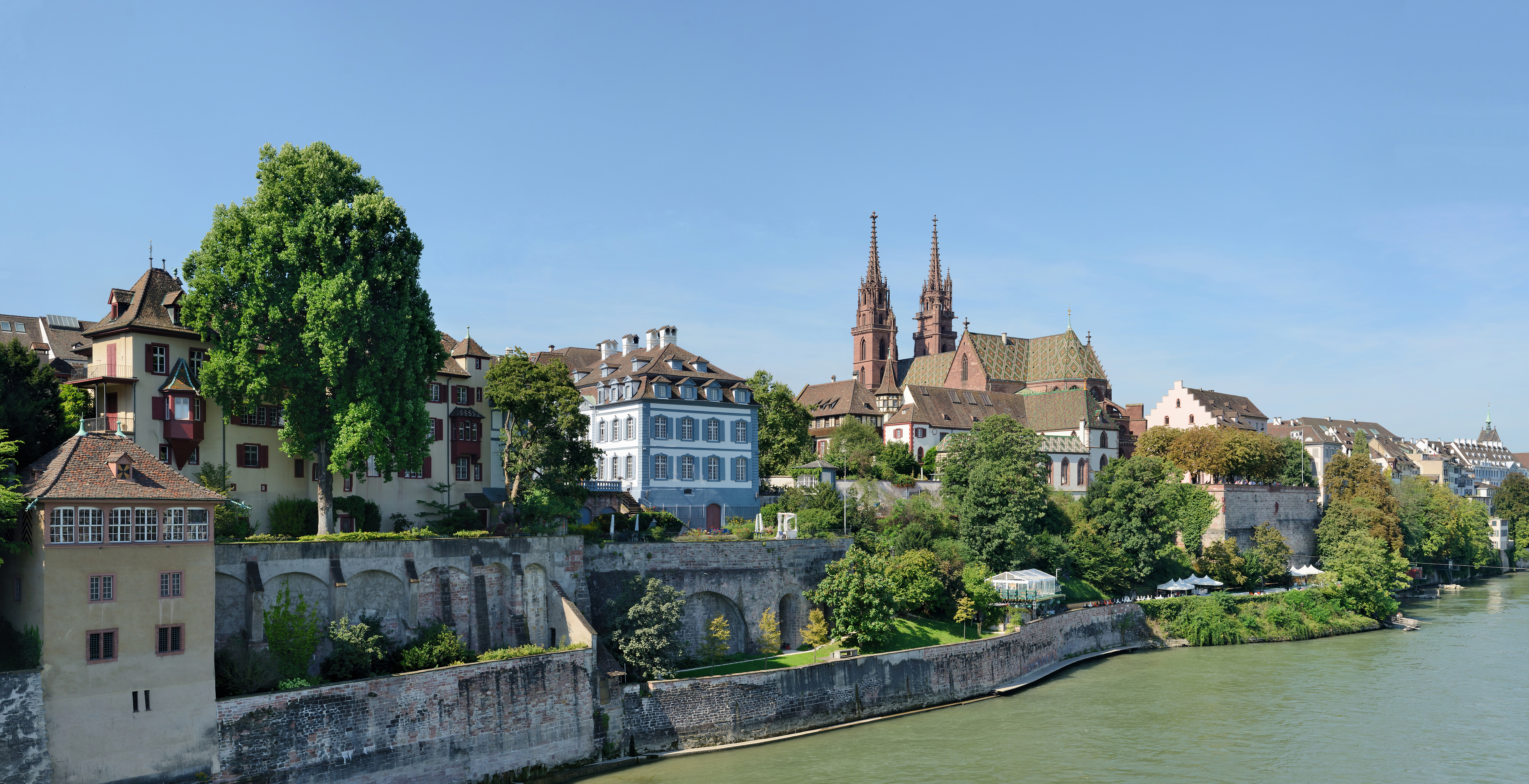
Bazel met het Munster

In Zwitserland domineren de christelijke godsdiensten, hoewel de secularisatie zeker in de steden ver is voortgeschreden. Volgens de recentste volkstelling (2000) was destijds 42% van de Zwitsers rooms-katholiek, 40% gereformeerd, 2,5% lid van een zogeheten Freikirche (protestantse kerk zonder bijzondere band met de overheid) en 4% islamitisch. 1% behoorde tot een andere religie, 11% was niet aangesloten bij enige religie en 4% deed geen opgave.
Van de buitenlanders in Zwitserland is 44% rooms-katholiek, 5% gereformeerd, 17% orthodox, 18% islamitisch en 2% is niet aangesloten bij enige religie. De snelst groeiende religie in Zwitserland is de islam.
De kantons zijn vrij om aan een kerkgenootschap een bijzondere status toe te kennen, namelijk die van Landeskirche (Landskerk). In de meeste protestantse kantons bezit de Evangelisch-Gereformeerde Kerk de status van Landeskirche en in de meeste katholieke kantons bezit de Rooms-Katholieke Kerk de status van Landeskirche. Soms is aan de Oudkatholieke Kerk eveneens de status van Landeskirche toegekend. In enkele West-Zwitserse kantons kent men geen Landeskirche, omdat daar de scheiding van kerk en staat volledig is doorgevoerd.
Overwegend protestants zijn de West-Zwitserse kantons (in het bijzonder Genève), Bern, delen van Schaffhausen, Zürich en de beide halfkantons van Bazel. Overwegend katholiek zijn de oerkantons in Centraal-Zwitserland, Fribourg, Ticino, Jura, Wallis en delen van Oost-Zwitserland. In Noord-Zwitserland is de Oudkatholieke Kerk van betekenis. Daarnaast kan ook het boeddhisme met 0,33% van de bevolking als aanhangers worden genoemd. Zwitserland kent het grootste aantal boeddhisten in Centraal-Europa.

## Politiek en bestuurlijke indeling

Embleem van de Zwitserse Confederatie.

### Federale overheid

#### Bondsvergadering

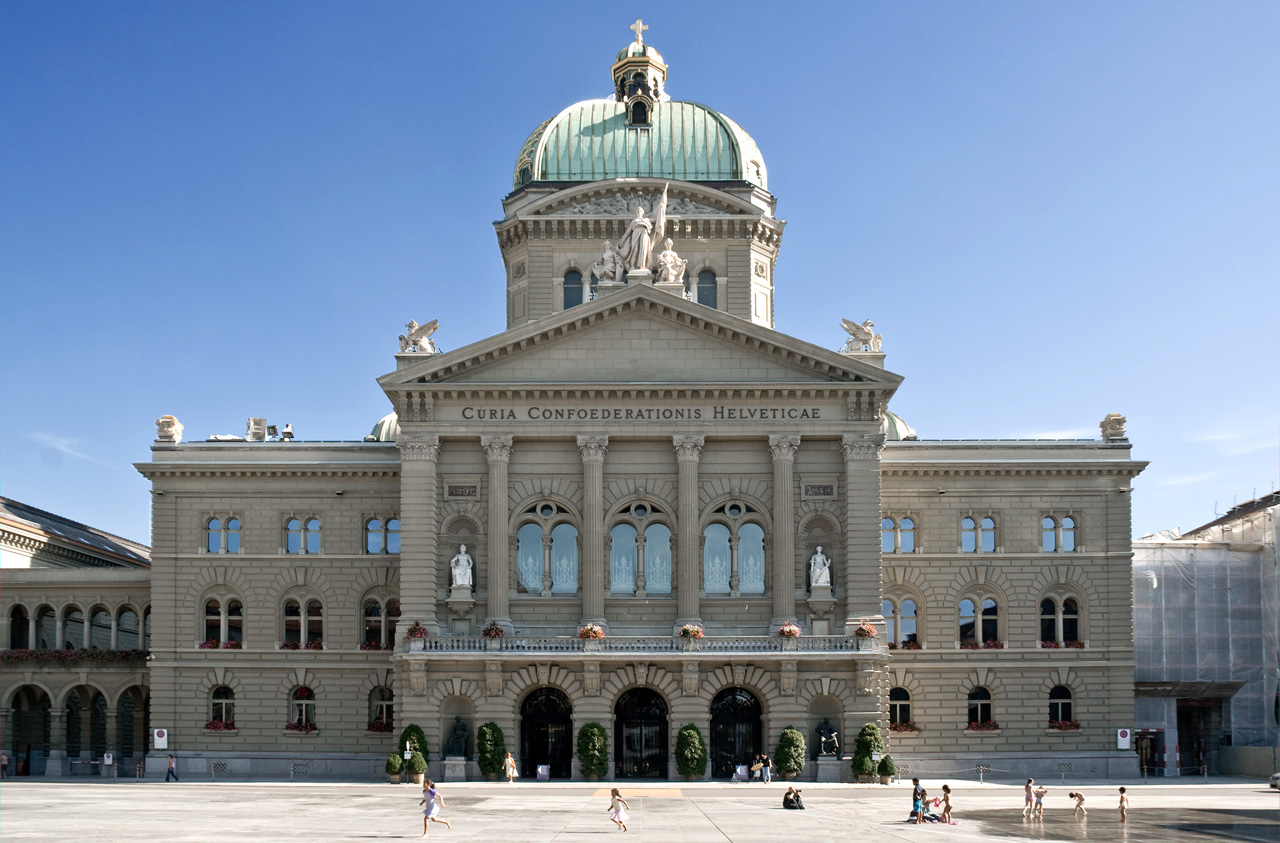
Het Federaal Paleis in Bern, zetel van het federaal parlement (de Bondsvergadering) en de federale regering (de Bondsraad).

De in Bern zetelende Bondsvergadering bestaat uit twee kamers, namelijk de nationale raad, met 200 leden, en de Kantonsraad, met de regel twee leden per kanton en in totaal 46 leden. De leden van de Nationale Raad zijn verkozen voor vier jaar, terwijl de duur van de mandaten van de leden van de Kantonraad afhangt van het kantonnaal recht.
De vier grootste partijen zijn de SVP/UDC (burgerlijken), Het Centrum (christendemocraten), SP/PS (sociaaldemocraten) en de FDP/PRD/PLR (liberalen).
Veel wetsvoorstellen worden via een referendum ter goedkeuring aan de bevolking voorgelegd.

#### Bondsraad
De federale uitvoerende macht wordt uitgeoefend door de Bondsraad. Deze federale regering is georganiseerd volgens een directoriaal systeem. De Bondsraad telt zeven leden, die voor een termijn van vier jaar worden verkozen door de Bondsvergadering. In de regel wordt het mandaat verlengd als het betrokken regeringslid aangeeft om een nieuwe termijn te willen aanvatten. De leden van de Bondsraad worden sinds 1959 verkozen volgens de impliciete regel van de magische formule. Hierdoor worden de zetels in de Bondsraad verhoudingsgewijs toegekend aan de verschillende partijen die vertegenwoordigd zijn in de Bondsvergadering.

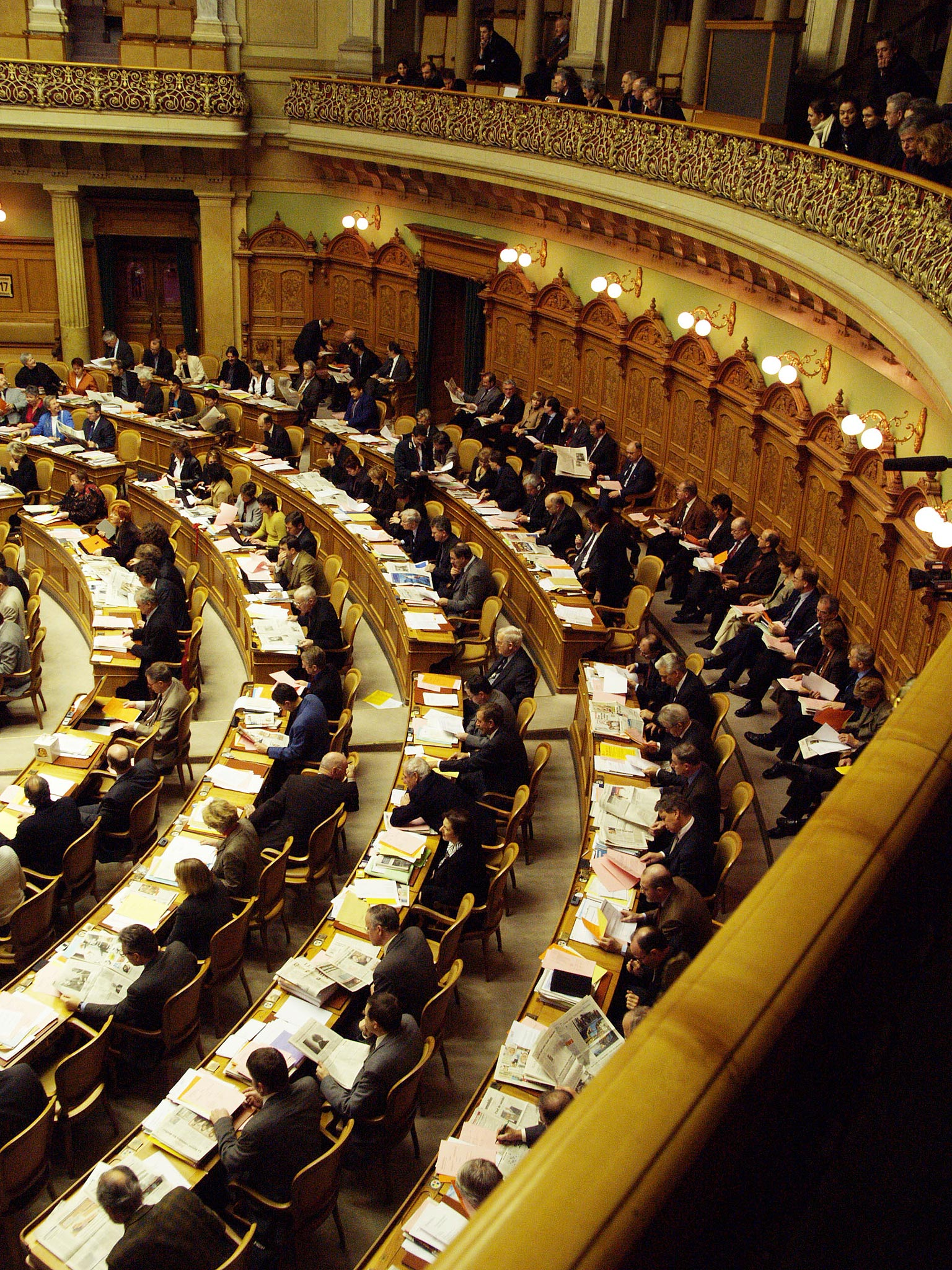
De plenaire zaal van de Nationale Raad in het Federaal Paleis in Bern.

De Bondsraad werkt op basis van het principe van collegialiteit, wat betekent dat beslissingen bij consensus worden genomen. Indien er geen consensus kan worden bereikt, komt het tot een stemming.
Er zijn evenveel leden van de Bondsraad als er departementen zijn. Het gaat om het Federaal Departement van Binnenlandse Zaken, het Federaal Departement van Defensie, Volksverdediging en Sport, het Federaal Departement van Economische Zaken, Vorming en Onderzoek, het Federaal Departement van Financiën, het Federaal Departement van Justitie en Politie, het Federaal Departement van Milieu, Verkeer, Energie en Communicatie en het Federaal Departement van Buitenlandse Zaken.

#### Bondspresident
De bondspresident wordt onder de leden van de Bondsraad verkozen door de Bondsvergadering. Hij of zij is de eerste onder zijn of haar gelijken (primus inter pares) en heeft een veelal symbolische functie. Traditioneel wordt het lid van de Bondsraad met de langste anciënniteit als eerste Bondspresident. De termijn van een Bondspresidentschap duurt één jaar, telkens van 1 januari tot 31 december. Men kan meerdere termijnen Bondspresident zijn, maar niet achtereenvolgens. Meestal is de Bondspresident de persoon die het jaar voordien de Vicebondspresident was.

### Kantons

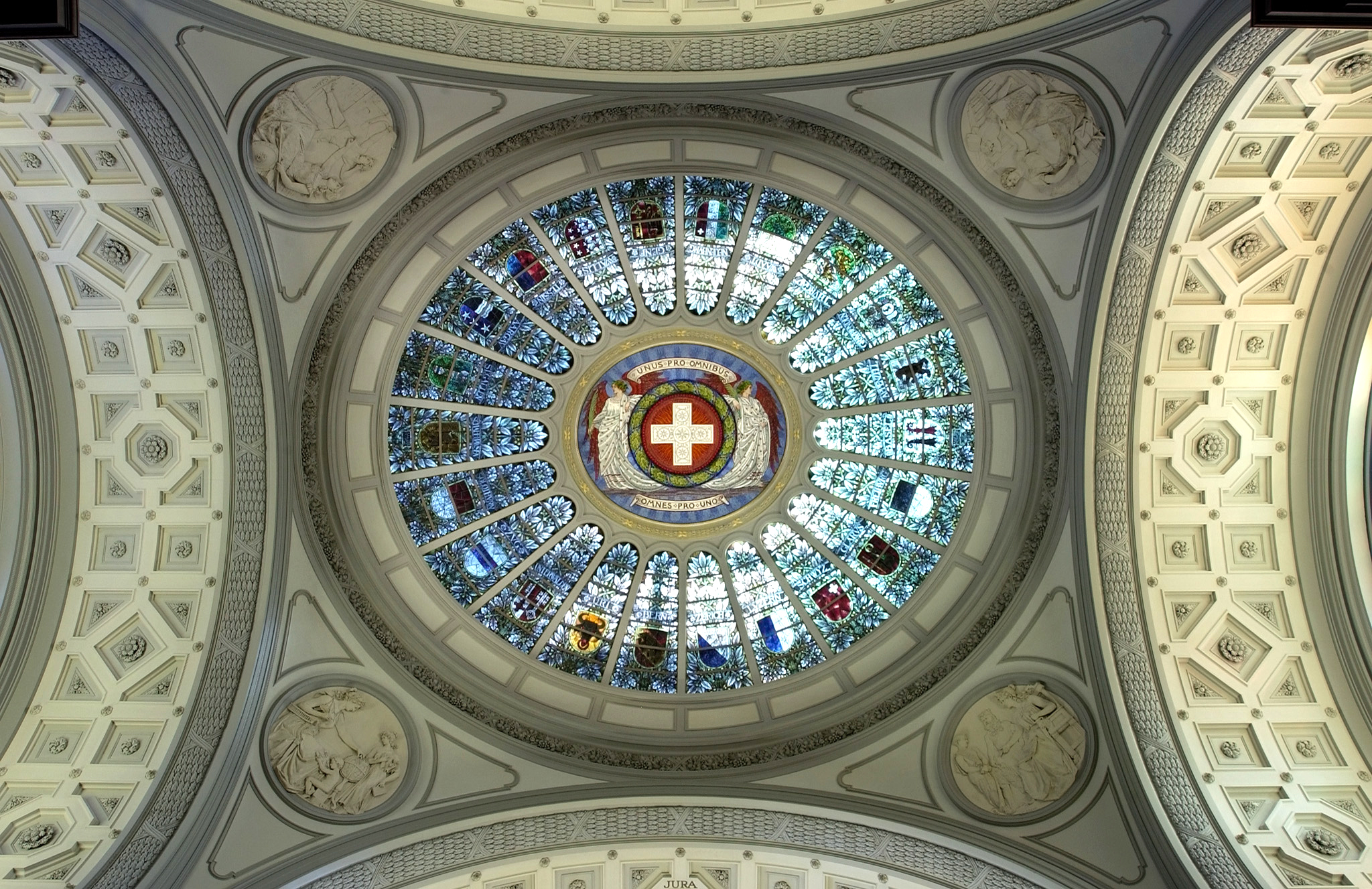
De koepel van het Federaal Paleis in Bern met de wapenschilden van de verschillende kantons en centraal de Zwitserse Vlag en het Zwitsers devies Unus pro omnibus, omnes pro uno (Een voor allen en allen voor een.).

Zwitserland telt 26 kantons, waarvan zes op historische gronden bestaan als halfkanton. Dat wil zeggen dat zij slechts één in plaats van twee zetels hebben in de Kantonsraad. De oppervlaktes van de kantons van Zwitserland variëren tussen 37 en 7105 km² en de bevolkingsaantallen tussen 16.000 en 1.605.000 inwoners (2023). De meeste kantons zijn Duitstalig. Genève, Vaud, Neuchâtel en Jura zijn Franstalig, Wallis, Fribourg en Bern zowel Frans- als Duitstalig, Ticino Italiaanstalig en Graubünden Duits-, Italiaans- en Retoromaanstalig.
Een kanton in Zwitserland is te situeren op het niveau van de deelstaten en is te vergelijken met de gemeenschappen en de gewesten in België of de staten in de Verenigde Staten.
De kantons van Zwitserland hebben eigen grondwetten. Hun autonomie is gewaarborgd door de Zwitserse Grondwet. De kantons zijn echter niet langer onafhankelijke staten, zoals dat wel was ten tijde van het Oude Eedgenootschap. De term "Zwitserse Confederatie" weerspiegelt dan ook het verband tussen de kantons in het verleden, maar komt inhoudelijk niet langer overeen met de huidige staatsstructuur, de federale staat.
Elk kanton heeft een eigen parlement en een eigen regering. In de meeste Franstalige kantons worden deze organen respectievelijk de Grand Conseil en de Conseil d’État genoemd. Ieder kanton kent de scheiding der machten tussen de wetgevende, de uitvoerende en de rechterlijke macht. Ieder kanton is bevoegd om de onderlinge verhoudingen tussen de machten te regelen.
De bevoegdheidsverdeling tussen de kantons en de federale overheid is vastgelegd in de Zwitserse Grondwet, die de grenzen aangeeft van de kantonnale autonomie. Bepaalde bevoegdheden zijn uitdrukkelijk toegewezen aan de kantons of de federale overheid. De kantons hebben de residuaire bevoegdheid. Dit betekent dat de kantons bevoegd zijn voor de aangelegenheden die niet uitdrukkelijk aan de federale overheid zijn toegewezen. Voorbeelden van toegewezen bevoegdheden van de kantons zijn het onderwijs, het ziekenhuizenbeheer, het wegenonderhoud, de politiediensten, de belastingcontroles en het merendeel van de sociale dienstverlening. Het Zwitserse leger bijvoorbeeld valt dan weer onder de bevoegdheden van de federale overheid. Tegenover de residuaire bevoegdheid van de kantons staat de primauteit van het federale recht: federale wetgeving gaat in Zwitserland voor op kantonnale wetgeving.
Deze vorm van bevoegdheidsverdeling verschilt op meerdere vlakken met de bevoegdheidsverdeling in België, dat tevens een federale staat is. In België zijn er twee types van deelstaten (de gewesten en de gemeenschappen), ligt de residuaire bevoegdheid bij de federale overheid en tussen de federale wetten en de gemeenschaps- en gewestdecreten geldt het principe van de gelijkheid van de normen.
|  |    | Kanton                                | Hoofdstad |  |    |                            | Kanton            | Hoofdstad |    |                      |                    | Kanton | Hoofdstad |
|  | AG | Aargau                                | Aarau     |  | GR | Graubünden (rm.: Grischun) | Chur (rm.: Cuira) |           | SO | Solothurn            | Solothurn          |        |           |
|  | AR | Appenzell Ausserrhoden                | Herisau   |  | JU | Jura                       | Delémont          |           | TG | Thurgau              | Frauenfeld         |        |           |
|  | AI | Appenzell Innerrhoden                 | Appenzell |  | LU | Luzern (fr.: Lucerne)      | Luzern            |           | TI | Ticino (dt.: Tessin) | Bellinzona         |        |           |
|  | BL | Basel-Landschaft (fr.: Bâle-Campagne) | Liestal   |  | NE | Neuchâtel (dt.: Neuenburg) | Neuchâtel         |           | UR | Uri                  | Altdorf            |        |           |
|  | BS | Basel-Stadt (fr.: Bâle-Ville)         | Basel     |  | NW | Nidwalden                  | Stans             |           | VS | Wallis (fr.: Valais) | Sion (dt.: Sitten) |        |           |
|  | BE | Bern (fr.: Berne)                     | Bern      |  | OW | Obwalden                   | Sarnen            |           | VD | Vaud (dt. Waadt)     | Lausanne           |        |           |
|  | FR | Fribourg (dt.: Freiburg)              | Fribourg  |  | SG | Sankt Gallen               | Sankt Gallen      |           | ZG | Zug                  | Zug                |        |           |
|  | GE | Genève (dt.: Genf)                    | Genève    |  | SH | Schaffhausen               | Schaffhausen      |           | ZH | Zürich               | Zürich             |        |           |
|  | GL | Glarus                                | Glarus    |  | SZ | Schwyz                     | Schwyz            |           |    |                      |                    |        |           |

### Gemeentes
Elk Zwitsers kanton is ingedeeld in gemeentes. Vanaf 1 januari 2019 telt Zwitserland 2.212 gemeentes.
Verscheidene kantons hebben nog districten of administratieve arrondissementen (in o.a. het kanton Bern) als intermediair bestuursniveau.

### Beleid

#### Buitenlandse politiek
Zwitserland heeft een sterke traditie van politieke en militaire neutraliteit die wordt ondersteund door een sterke defensie. Het land heeft een neutrale positie gehouden gedurende beide wereldoorlogen en koos pas op 10 september 2002 voor lidmaatschap van de Verenigde Naties.
Omwille van dit neutrale imago hebben vele internationale organisaties hun hoofdzetel in Zwitserland. Genève is de thuishaven van het Rode Kruis, de Wereldhandelsorganisatie, de Wereldgezondheidsorganisatie, UNAIDS, het CERN, de Internationale Arbeidsorganisatie, het Hoog Commissariaat voor de Vluchtelingen en van enkele andere afdelingen van de Verenigde Naties. In Gland bevindt zich het hoofdkwartier van de International Union for the Conservation of Nature. In Lausanne bevinden zich onder andere het Internationaal Olympisch Comité, het Hof van Arbitrage voor Sport, de Internationale Schaatsunie en de Fédération Équestre Internationale, in Bern de Intergovernmental Organisation for International Carriage by Rail (OTIF), in Bazel de Bank for International Settlements, in Nyon de UEFA, in Zürich de FIFA en in Aigle de Internationale Wielerunie(UCI).
Het land kwam in de jaren negentig van de 20e eeuw negatief in het nieuws door conflicten over op Zwitserse banken gestalde tegoeden van met name Duitse Joden die tijdens de Tweede Wereldoorlog door de nazi's waren vermoord. Uiteindelijk betaalde Zwitserland daartoe onder druk een hoog bedrag aan Joodse organisaties.

#### Maatschappelijk beleid
In Zwitserland is actieve euthanasie, net als in Nederland en België, gelegaliseerd. Het is ook het enige land ter wereld waar mensen naartoe kunnen om legaal hulp bij zelfdoding te krijgen. De belangrijkste organisaties die zich daarmee bezighouden zijn de vereniging Dignitas en vereniging Exit.

## Economie

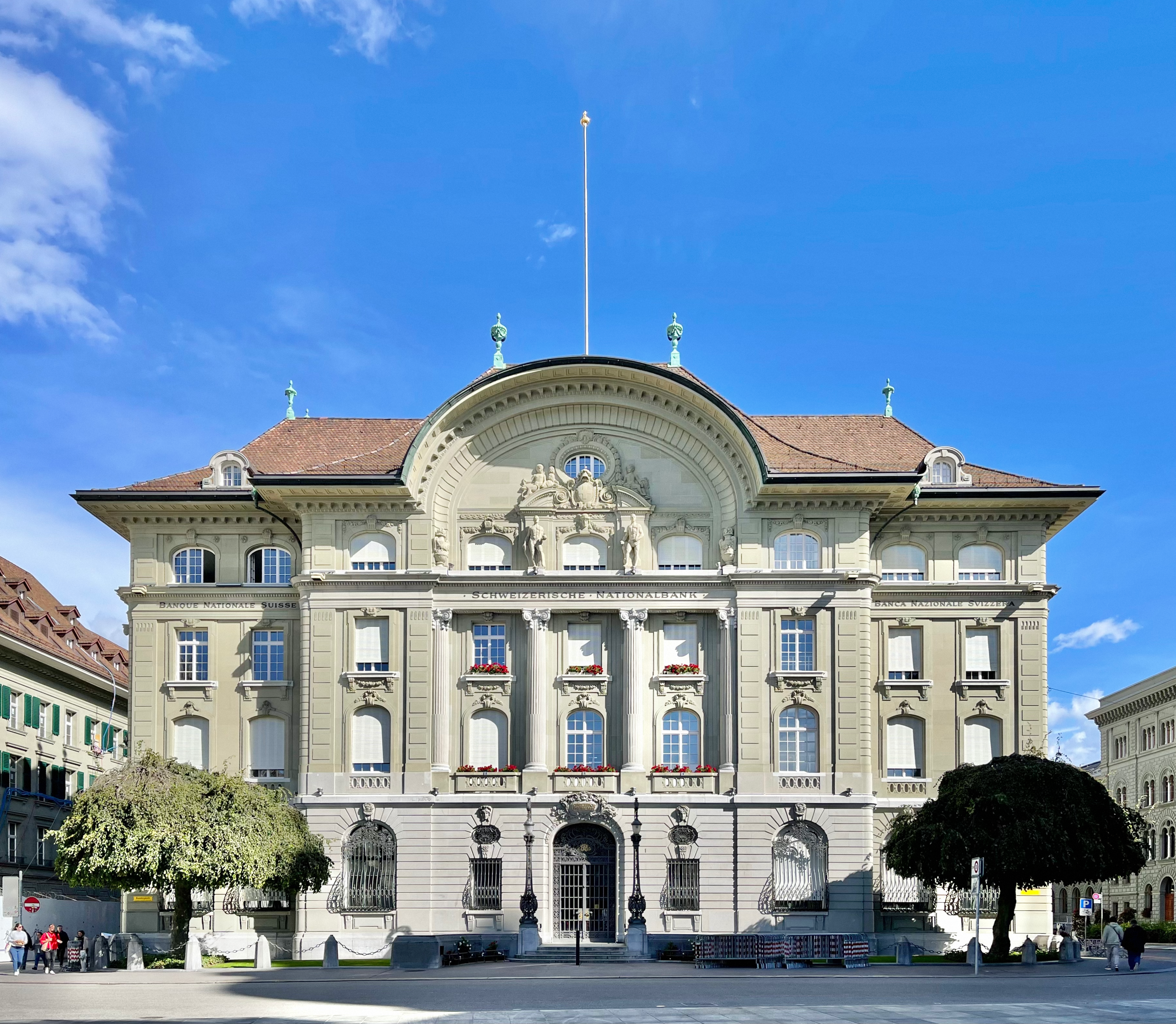
Hoofdkantoor van de Zwitserse Nationale Bank in Bern

Zwitserland heeft een moderne economie. Zwaartepunten liggen bij de financiële dienstverlening, de chemische en farmaceutische industrie, de fabricage van machines en precisie-instrumenten, de levensmiddelenindustrie en het toerisme. Het land geldt als een aantrekkelijke vestigingsplaats voor buitenlandse ondernemingen, vanwege de hoge levenskwaliteit, het stabiele politieke klimaat en de relatief lage belastingen. Corruptie, diefstal en misdaad komen zeer weinig voor in Zwitserland.
De financiële dienstverlening is in sterke mate geconcentreerd in Zürich; Genève en Lugano zijn eveneens steden met een belangrijke financiële sector. De grootste banken zijn UBS en Credit Suisse, maar er zijn ook veel kleinere (zaken)banken.
De chemische, farmaceutische en biotechnologische industrie is voornamelijk gevestigd in en rond Bazel. Bekende namen zijn hier Novartis, Roche, Syngenta, maar deze sector wordt eveneens gekenmerkt door een groot aantal kleine en gespecialiseerde ondernemingen. Het Biozentrum in Bazel speelt een belangrijke rol in het fundamentele onderzoek.
Het grootste voedingsmiddelenbedrijf in de wereld, Nestlé, is Zwitsers.

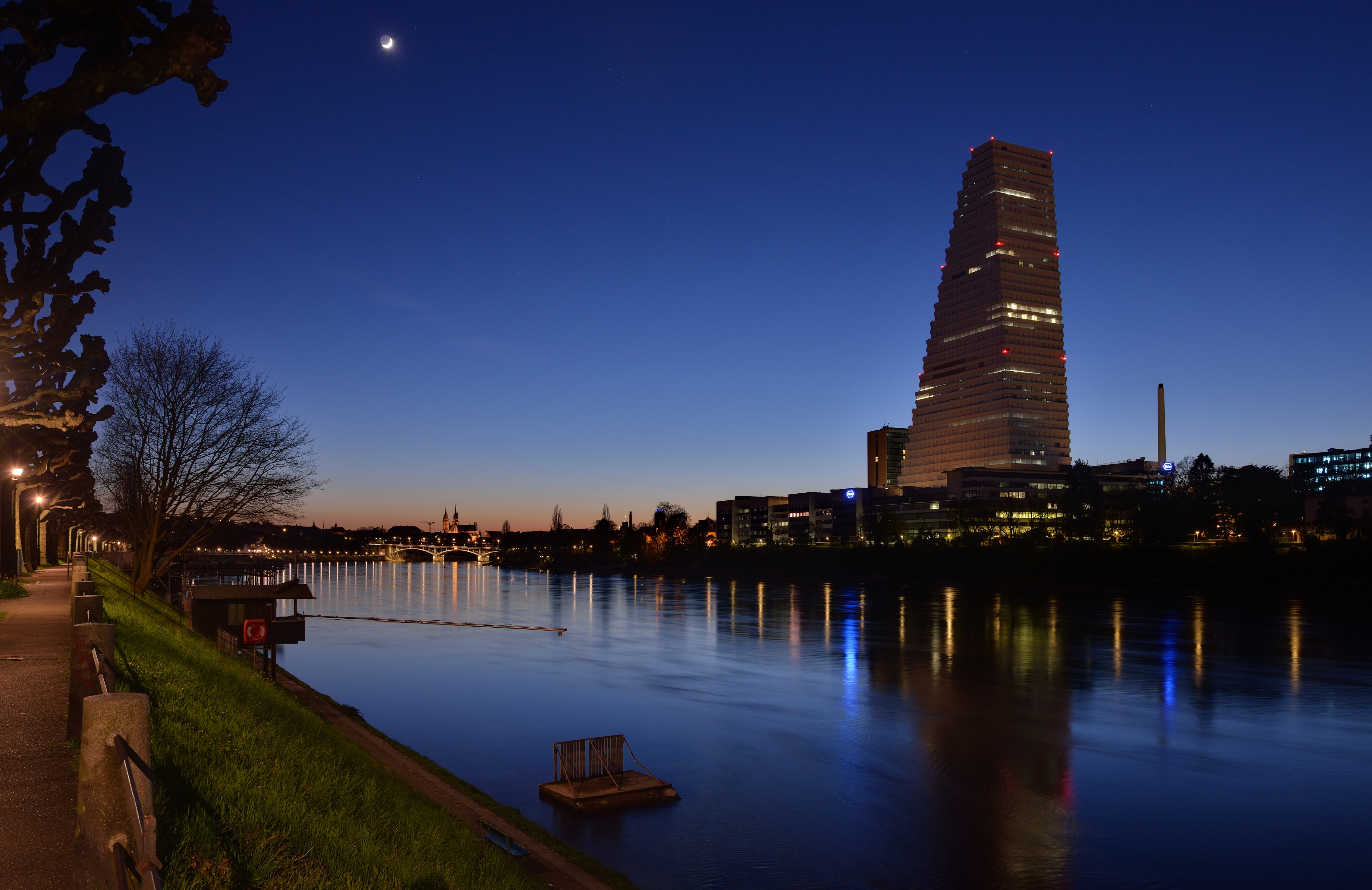
Roche Tower (hoogste gebouw van het land): Bazel is de hoofdstad van de farmaceutische industrie in Zwitserland

Veel technologische ondernemingen zijn gevestigd in en rondom Zürich, maar ook op de Zwitserse Hoogvlakte zijn veel kleinere hoogtechnologische bedrijven gevestigd. Een bijzondere vermelding verdient de Jura, waar de horloge-industrie en medische technologie belangrijke sectoren zijn. Swatch is een bekende en grote horlogefabrikant in Biel, maar het westen van Zwitserland kent daarnaast vele kleine en exclusieve horlogewerkplaatsen.
Het zomertoerisme bestaande uit onder andere wandelaars, motorrijders en bergbeklimmers en vooral de wintersport naar de vele skigebieden zijn belangrijke sectoren in de Zwitserse Alpen.
Zwitserland produceert veel elektriciteit met waterkrachtcentrales. Deze centrales leveren zo’n 60 % van de nodige stroom, gevolgd door kerncentrales met een aandeel van 35 % en tot slot leveren wind en zon zo’n 5 %. In een referendum in mei 2017 stemde de meerderheid in met het voorstel om te stoppen met het gebruik van kernenergie en meer te investeren in het opwekken van duurzame energie. In het nieuwe energieplan zal het gebruik van wind- en zonne-energie in 2035 verviervoudigen. Er zijn vijf kerncentrales in bedrijf waarvan de eerste (Kerncentrale Mühleberg) in 2019 dicht is gegaan. Over de sluiting van de overige vier bestaat nog geen duidelijkheid.

## Verkeer en vervoer
Zwitserland heeft een vanuit de postkoetsroutes voortgekomen fijnmazig netwerk van buslijnen, dat verzorgd wordt door het staatsbedrijf Die Post. Er wordt gebruik gemaakt van de oude, bochtige bergpostwegen met vaak steile hellingen, die met speciale, gele autobussen worden bereden. Zij vervoeren behalve de brief- en pakketpost reizigers en lichte vracht, zoals melkbussen van afgelegen boerderijen.
Het land heeft een dicht en modern spoorwegnet. Het heeft met 121,9 kilometer rails per 1000 km² een van de dichtste netwerken van Europa. Naast de Schweizerische Bundesbahnen (SBB), de Zwitserse federale spoorwegen die eigendom van de staat zijn, zijn er tientallen particuliere spoorwegmaatschappijen. De trajecten van deze maatschappijen variëren van een paar kilometer tot enkele honderden kilometers. De lijnen van de Zwitserse spoorwegen zijn voor bijna 98 % geëlektrificeerd. Een aanzienlijk deel is smalsporig; sommige lijnen maken gebruik van een tandradsysteem. Om auto's over de bergen te krijgen, wordt er gebruik gemaakt van autotreinen.
Op enkele regionale snelwegen na vallen de snelwegen onder een vignetplicht. De tolplicht voor snelwegen wordt geheven door de verkoop van snelwegvignetten, die 40 Zwitserse franken kosten (2023) en 14 maanden geldig zijn, namelijk van december in jaar n-1, het gehele jaar n, en januari van jaar n+1. Voor enkele doodlopende bergwegen naar wandelgebieden wordt apart tol geheven. Ook voor de Munt-la-Schera-tunnel, en voor de Grote Sint-Bernhardtunnel tussen Zwitserland en Italië moet tol betaald worden.
Internationale luchthavens zijn er in Zürich, Bern, Genève en Bazel.
In de bergen zijn diverse kabelbanen, die veelal voornamelijk gebruikt worden in de winter om skigebieden te bereiken en in de zomer om te wandelen, maar er bestaan ook bergdorpen die geheel van een kabelbaan afhankelijk zijn omdat ze niet via wegen te bereiken zijn.
Het Fietsnetwerk Veloland Schweiz/La Suisse à Vélo/La Svizzera in bici omvat nationale, regionale en lokale bewegwijzerde fietsroutes.
Het wandelnetwerk Wanderland Schweiz/La Suisse à pied/La Svizzera a piedi omvat nationale, regionale en lokale bewegwijzerde wandelroutes.
De Grand Tour of Switzerland is een bewegwijzerde toeristische autoroute.

### Literatuur

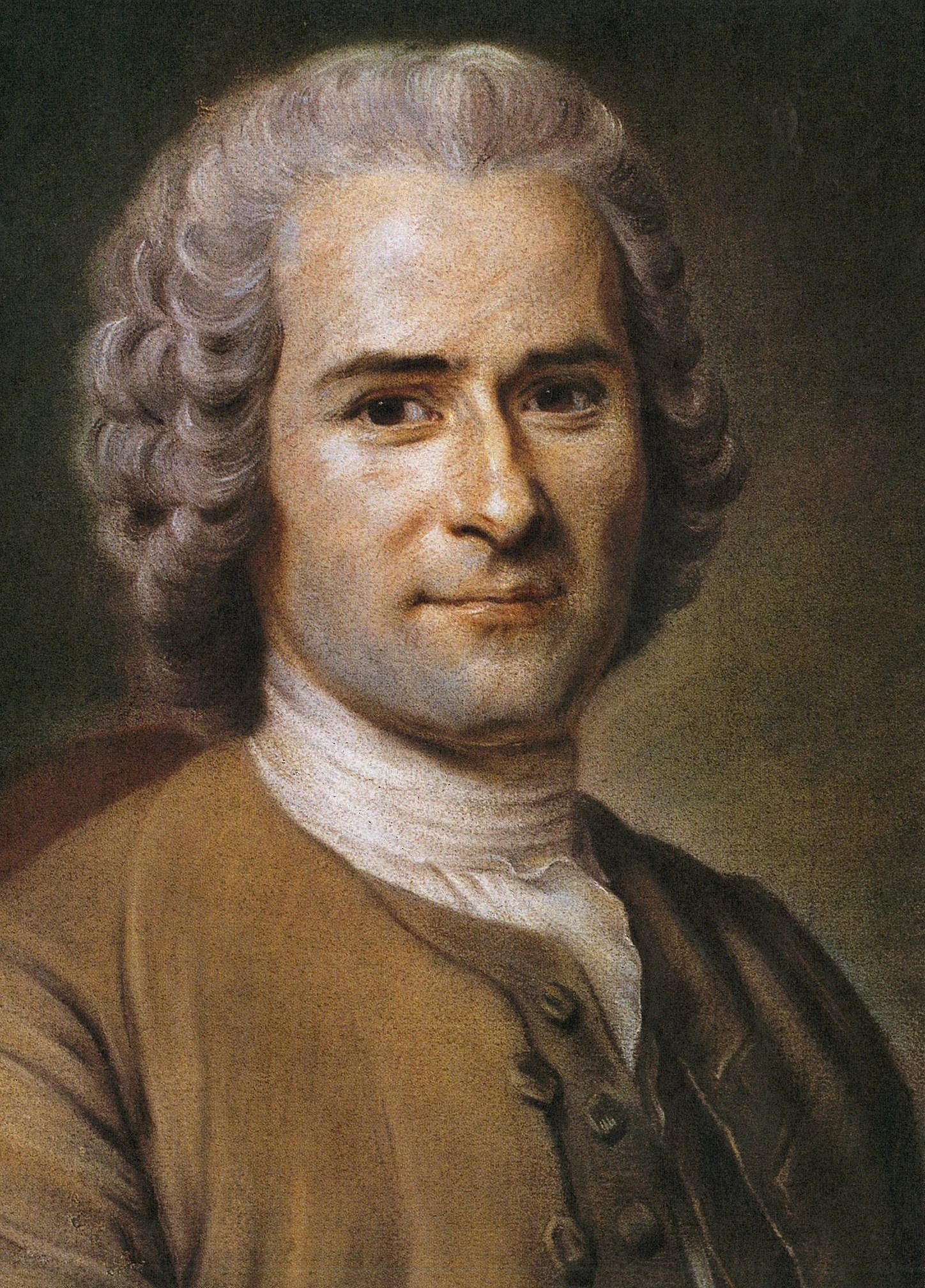
Jean-Jacques Rousseau
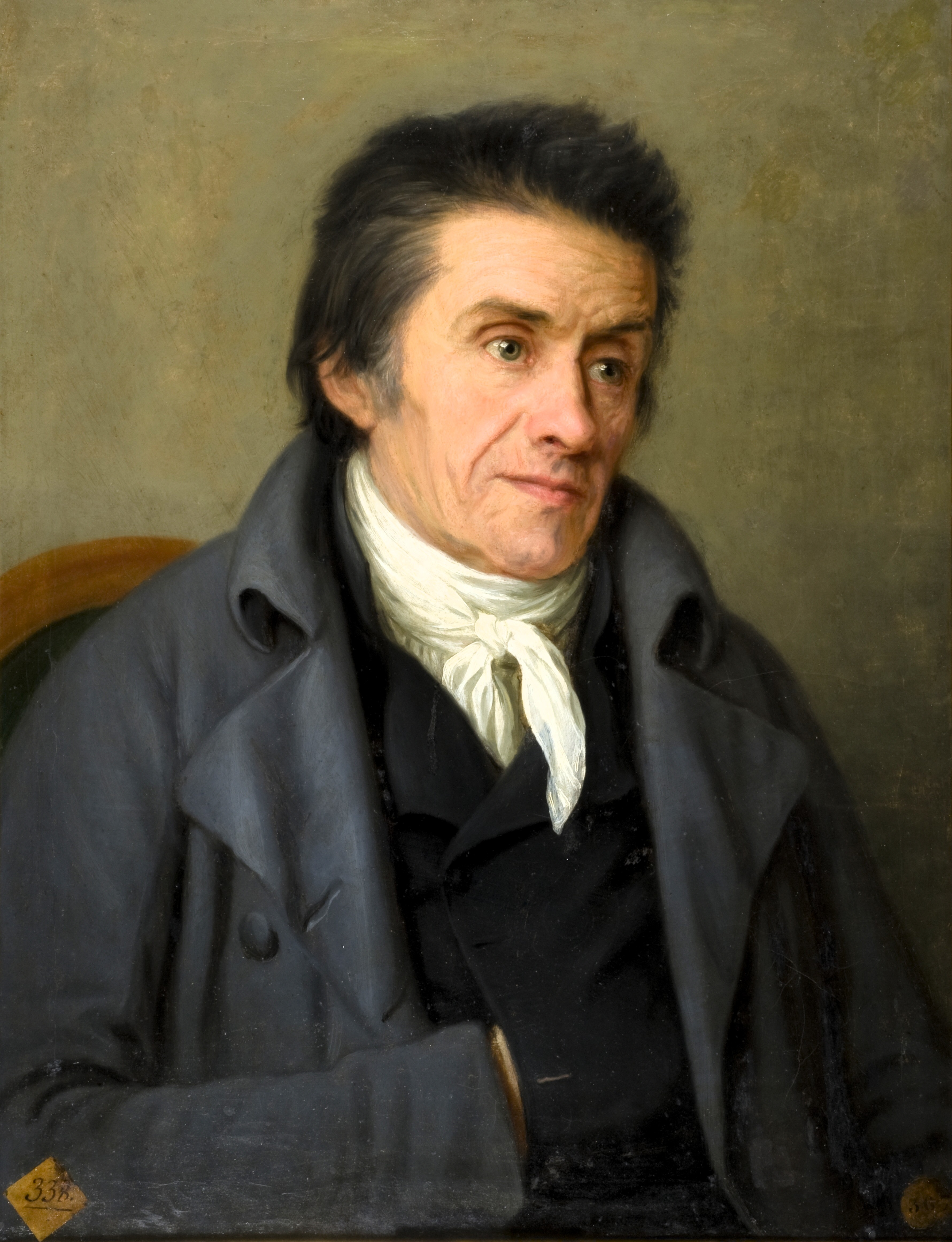
Johann Heinrich Pestalozzi
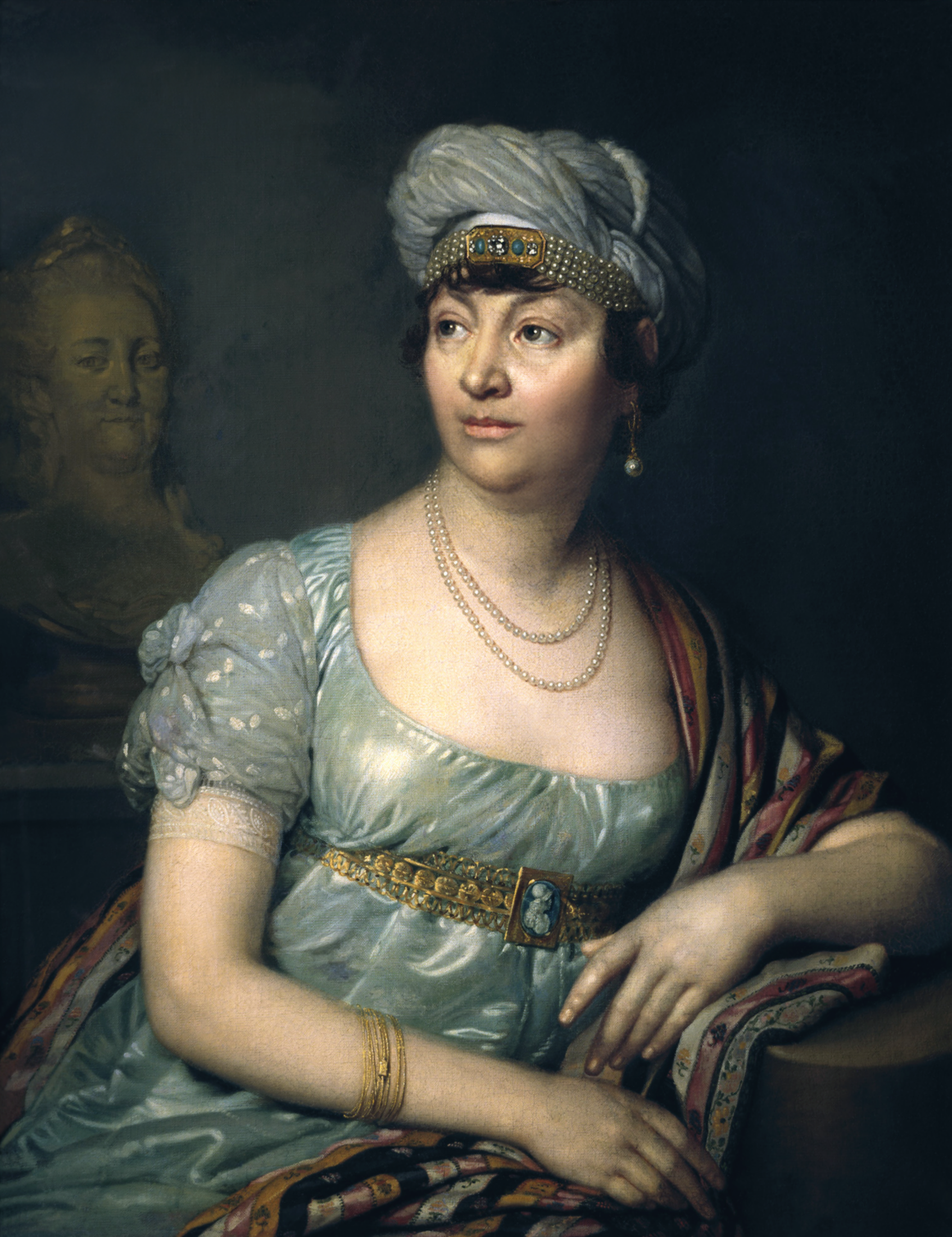
Germaine de Staël
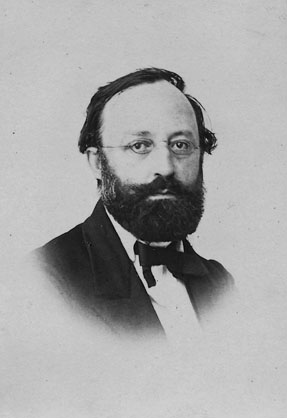
Gottfried Keller
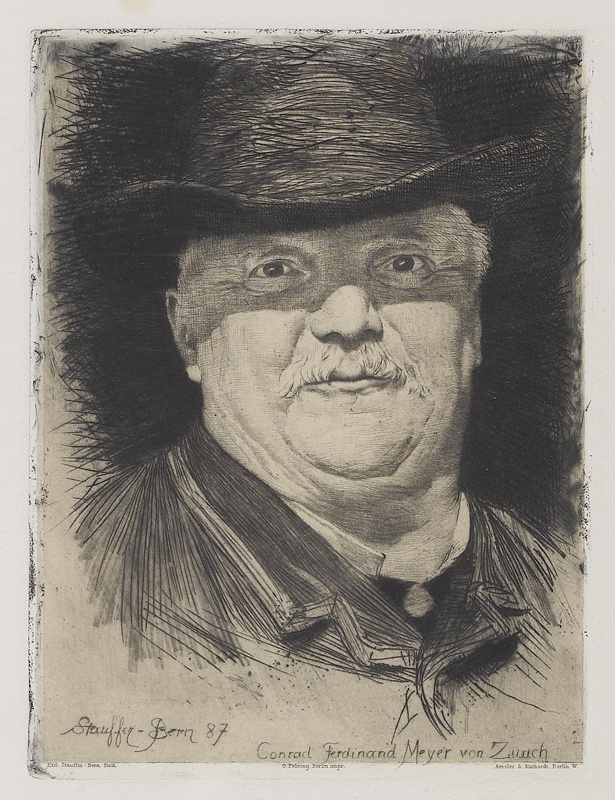
Conrad Ferdinand Meyer
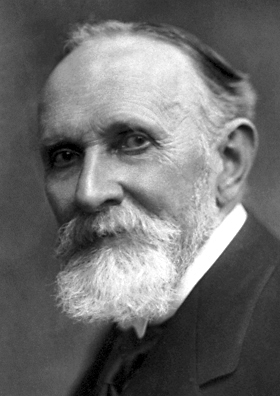
Carl Spitteler
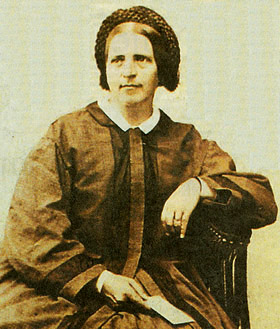
Johanna Spyri
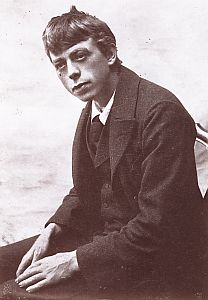
Robert Walser
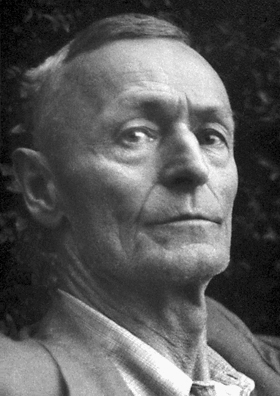
Hermann Hesse
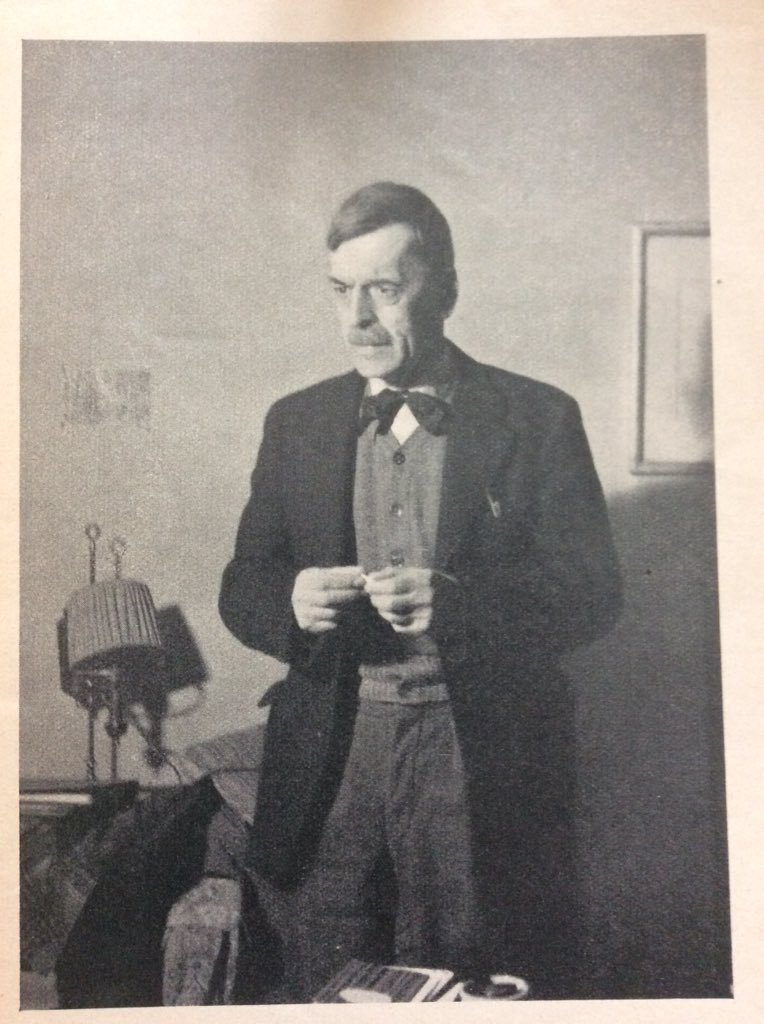
Charles-Ferdinand Ramuz
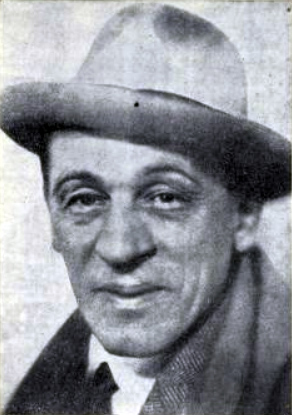
Blaise Cendrars
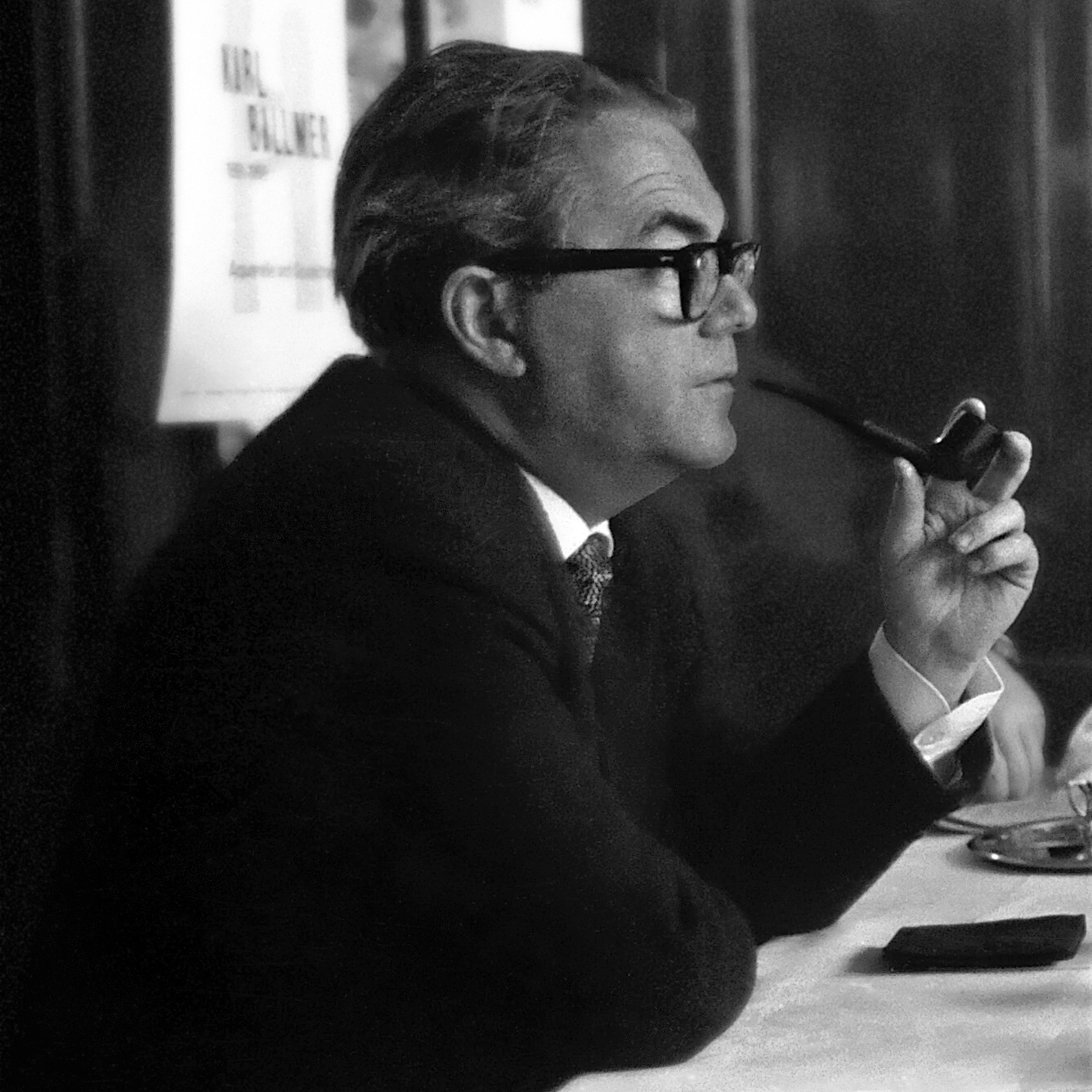
Max Frisch
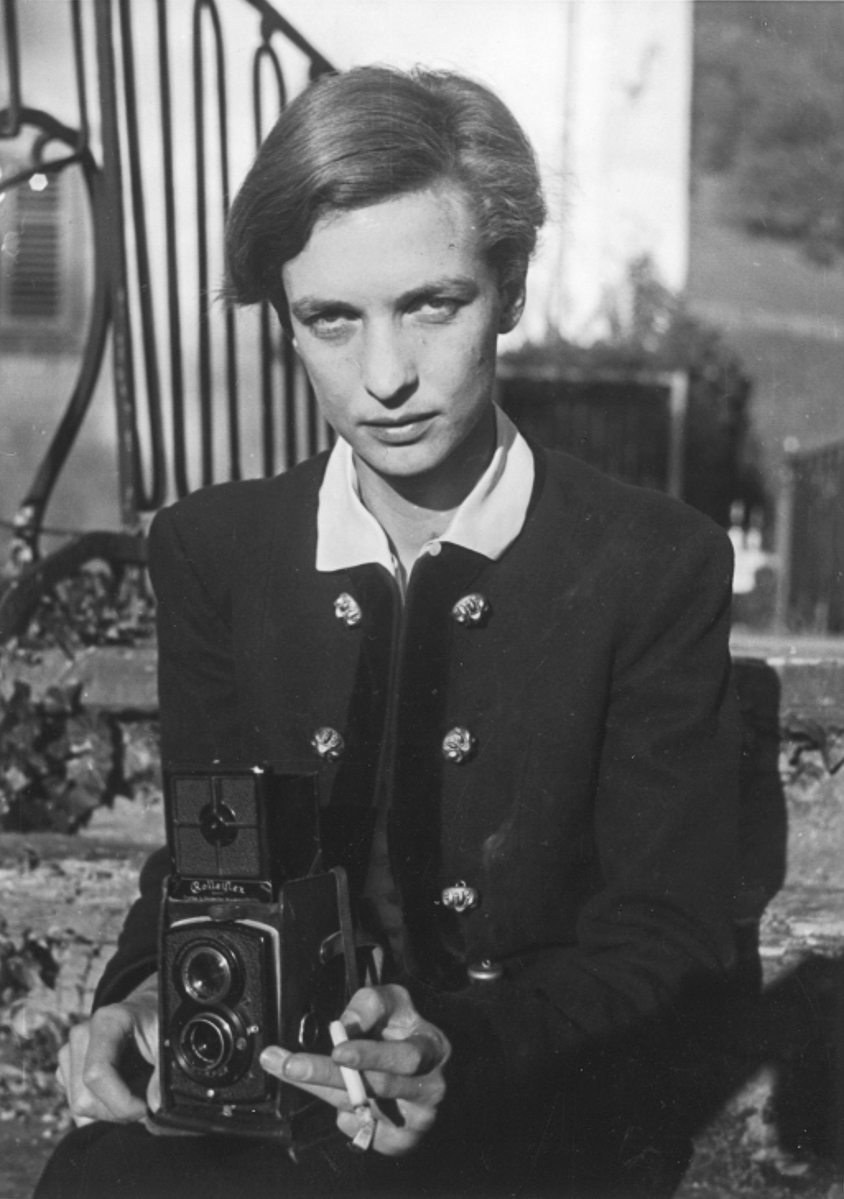
Annemarie Schwarzenbach
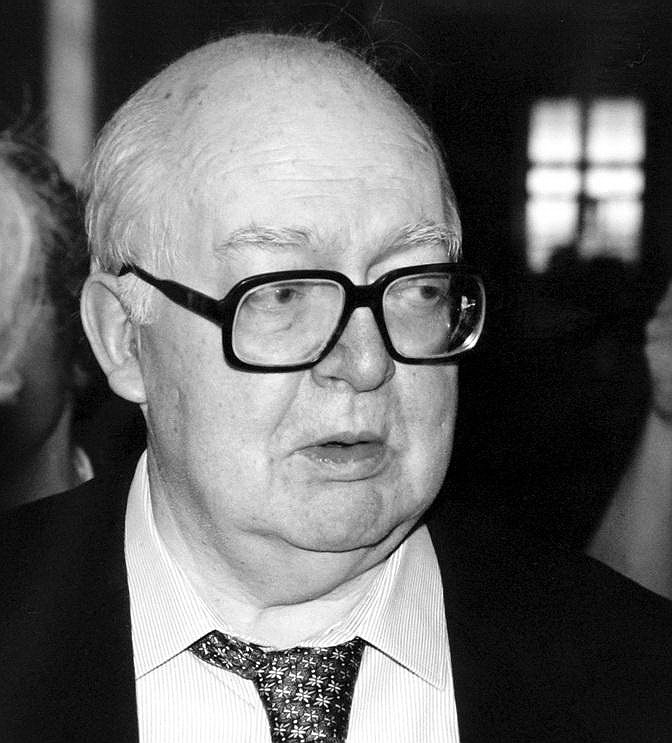
Friedrich Dürrenmatt
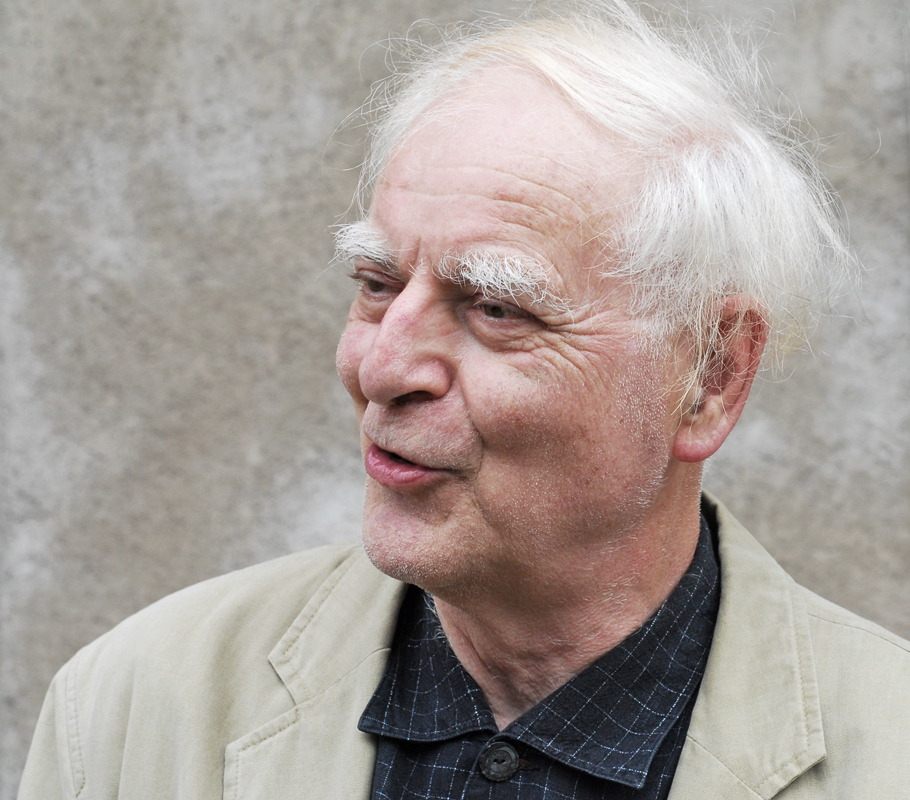
Adolf Muschg
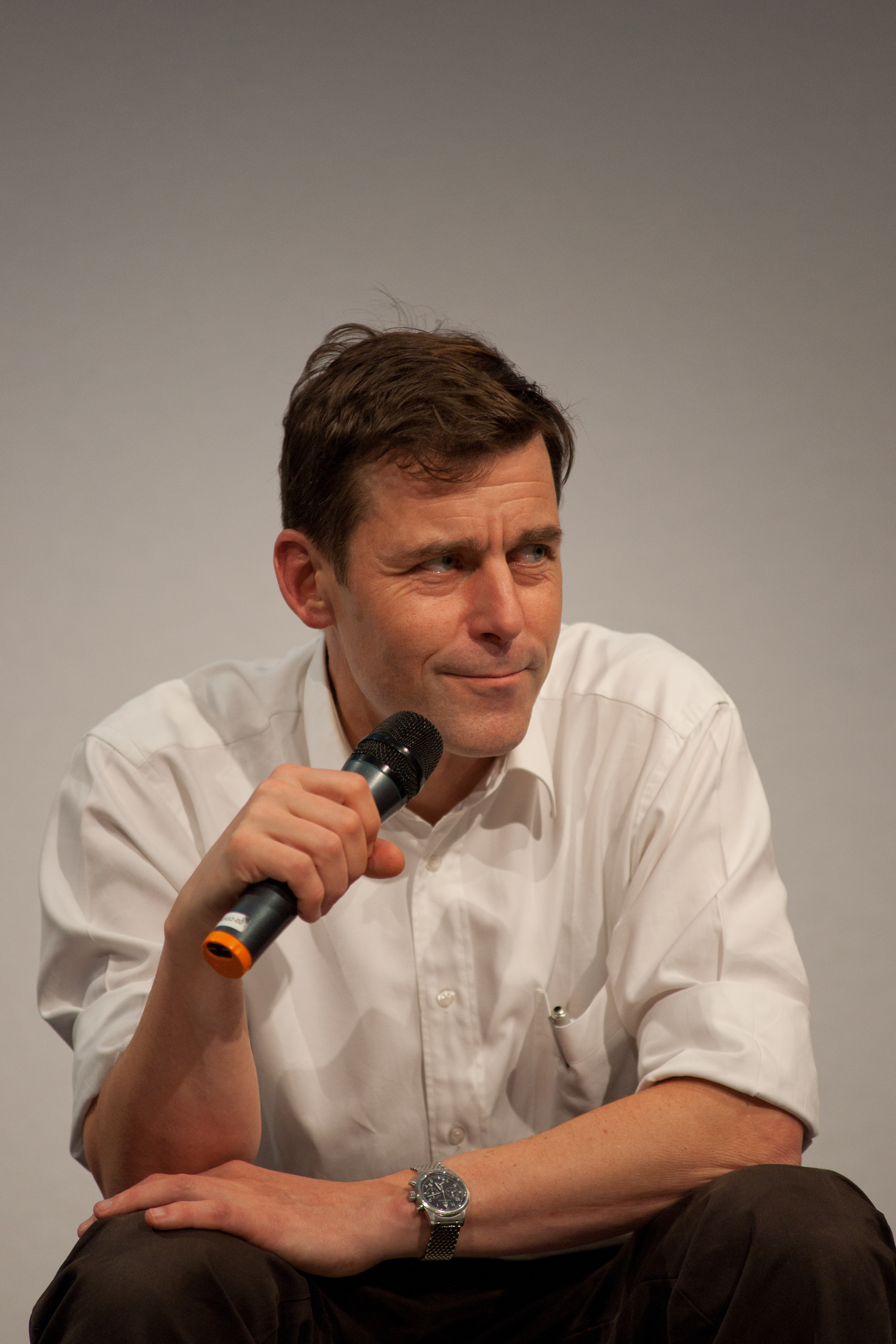
Peter Stamm
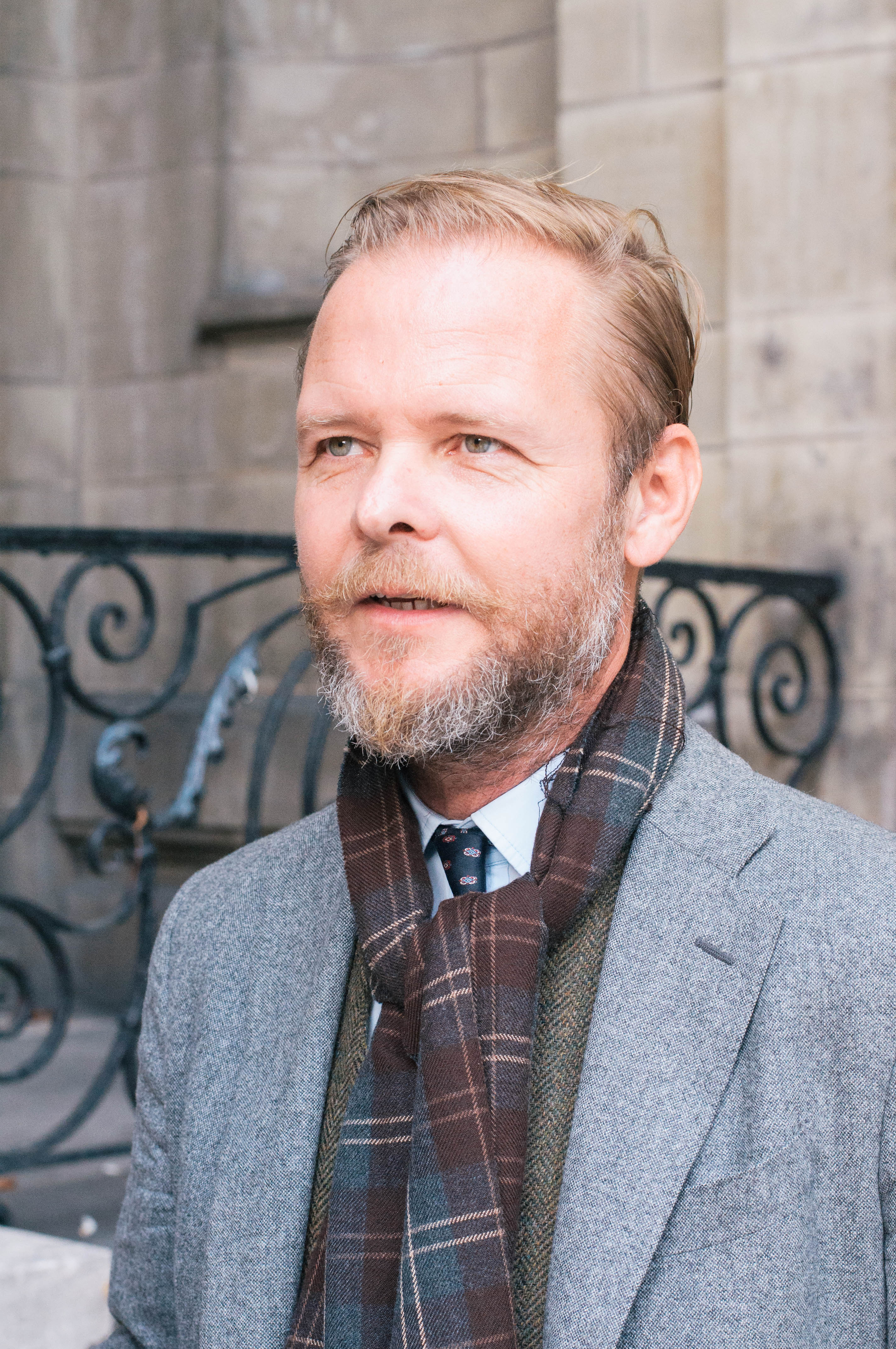
Christian Kracht
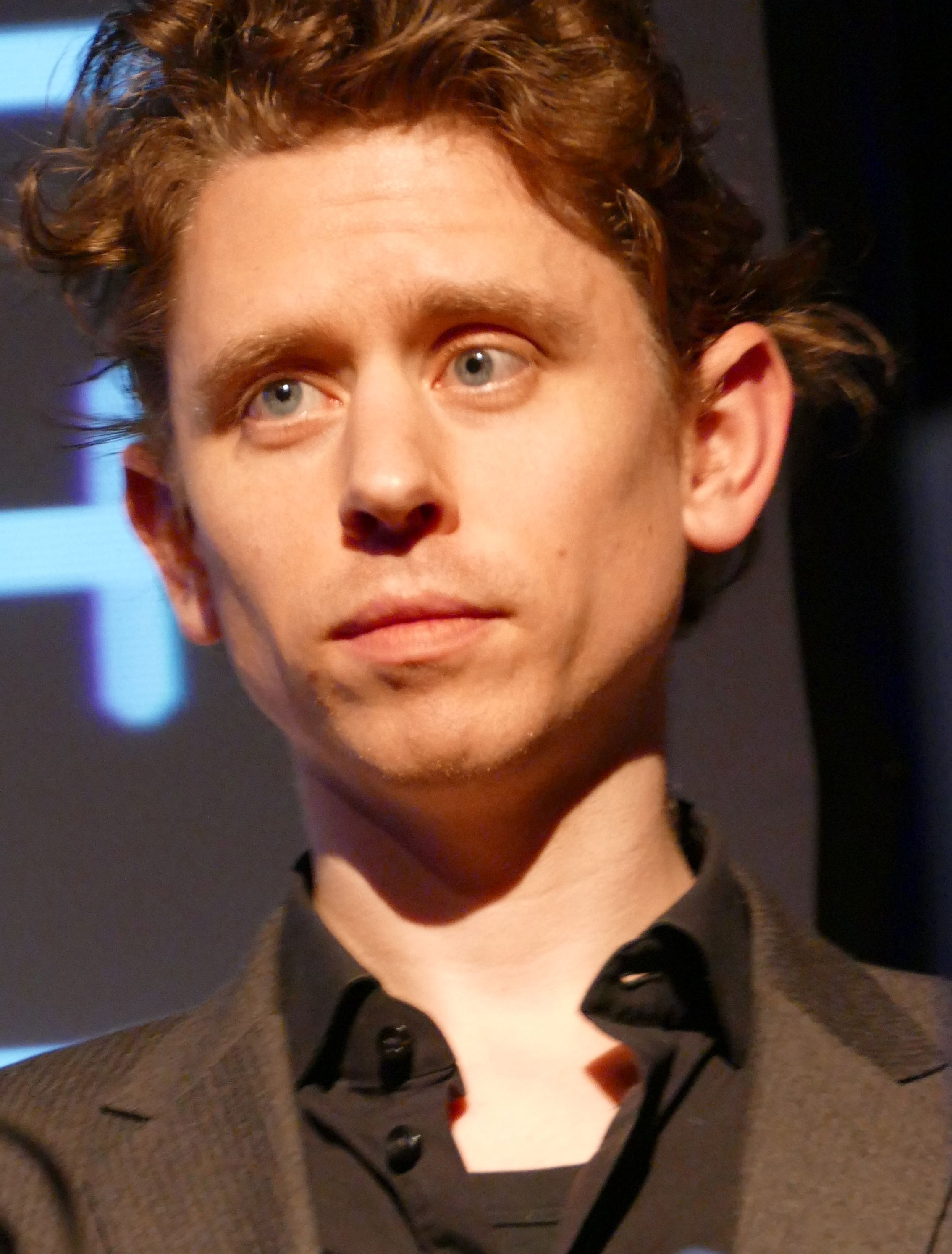
Michael Fehr

## Cultuur

### Klassieke muziek
De Zwitserse klassieke muziek is weinig bekend in de wereld. Van de beroemde filosoof-schrijver Jean-Jacques Rousseau (1712–1778), die ook componeerde, bestaan zeven komische opera's, met als bekendste Le devin du village. Hij droeg bij aan de ontwikkeling van de opera door in 1753 de richting te wijzen in de Parijse Buffonistenstrijd, maar met de Zwitserse identiteit had dit niets te maken. Ook de componist Louis Niedermeyer (1802–1861), die in Parijs een grote reputatie als muziekpedagoog opbouwde, wordt bij de Franse muziek ingedeeld.
In de 19e eeuw (de periode van de romantiek) en de eerste decennia van de 20e eeuw verschilde de overheersende muziekstijl in Zwitserland weinig van de Duitse. Een vooraanstaande pionier van de vocale muziek, zowel koorwerken als liederen, was Hans Georg Nägeli (1773-1836). Componisten als Joachim Raff (1822–1882), die in Duitsland woonde, Hans Huber (1852–1921) en Paul Juon (1872–1940), in Rusland opgegroeid en in Duitsland werkzaam, werkten gestaag aan een oeuvre van zowel opera's als orkestwerken en kamermuziek. Binnen de Zwitsers-Duitse oriëntatie vond Othmar Schoeck (1886–1957), die ook opera's schreef, vooral in het klassieke lied nieuwe mogelijkheden van expressie. Het omvangrijke symfonisch oeuvre van Fritz Brun (1878-1959) kwam ruim een halve eeuw na zijn dood opnieuw in de belangstelling. Een volstrekt unieke figuur was Adolf Wölfli (1864-1930), eigenlijk een beeldend kunstenaar, wiens zeer eigenzinnige muzikale werk invloed uitoefende op Europese experimentele componisten.
Veel 20e-eeuwers kozen een moderne, vaak Frans georiënteerde componeertrant. Grote invloed als theoreticus en muziekpedagoog had Émile Jaques-Dalcroze (1865–1950). De voornaamste vertegenwoordigers, die ook internationaal doorbraken, leefden langdurig buiten Zwitserland: Ernest Bloch (1880–1959) in de Verenigde Staten, Frank Martin (1890–1974) in Nederland en Arthur Honegger (1892–1955) in Frankrijk. De maecenas en dirigent Paul Sacher (1906–1999) droeg door het verstrekken van opdrachten aan (internationale) componisten veel bij aan de ontwikkeling van het muziekleven. Opvallende componisten van eigentijdse muziek zijn Wladimir Vogel (1896–1984), Klaus Huber (1924–2017), Heinz Holliger (1939), ook bekend als hobosolist en dirigent, en Beat Furrer (1954), die zich al in de jaren zeventig in Oostenrijk vestigde. Paul Huber (1918-2001) volgde een meer traditionalistische lijn. Buiten Zwitserland minder bekend zijn Raffaele d'Alessandro (1911-1959), die vanuit een neoklassiek uitgangspunt componeerde, Gion Antoni Derungs (1935-2012), schepper van een omvangrijk oeuvre in alle genres, en Oliver Waespi (1971), die onder meer veel muziek voor HaFaBra (blaasorkest) op zijn naam heeft.
Als grote vertolkers gelden de pianisten Alfred Cortot (1877–1962), Edwin Fischer (1886–1960) en de als Hongaar geboren Géza Anda (1921-1976), de zangers Hugues Cuénod (1902–2010), Maria Stader (1911–1999), Heinz Rehfuss (1917–1988), Ernst Haefliger (1919–2007), Lisa Della Casa (1919–2012) en Edith Mathis (1938), de organist Lionel Rogg (1936) en de fluitisten Aurèle Nicolet (1926–2016) en Emmanuel Pahud (1970). Zwitserse dirigenten van naam zijn Volkmar Andreae (1879-1962), Ernest Ansermet (1883–1969), Charles Dutoit (1936), Michel Tabachnik (1942) en Thierry Fischer (1957). Een in de 21e eeuw opvallende dirigent, actief in Nederland, is Lorenzo Viotti (1990).
Belangrijke muzikale instellingen zijn het Opernhaus Zürich, het Tonhalle Orchester Zürich, het Orchestre de la Suisse Romande in Genève en het Lucerne Festival Orchestra (het ad hoc symfonieorkest van het jaarlijkse Festival van Luzern).

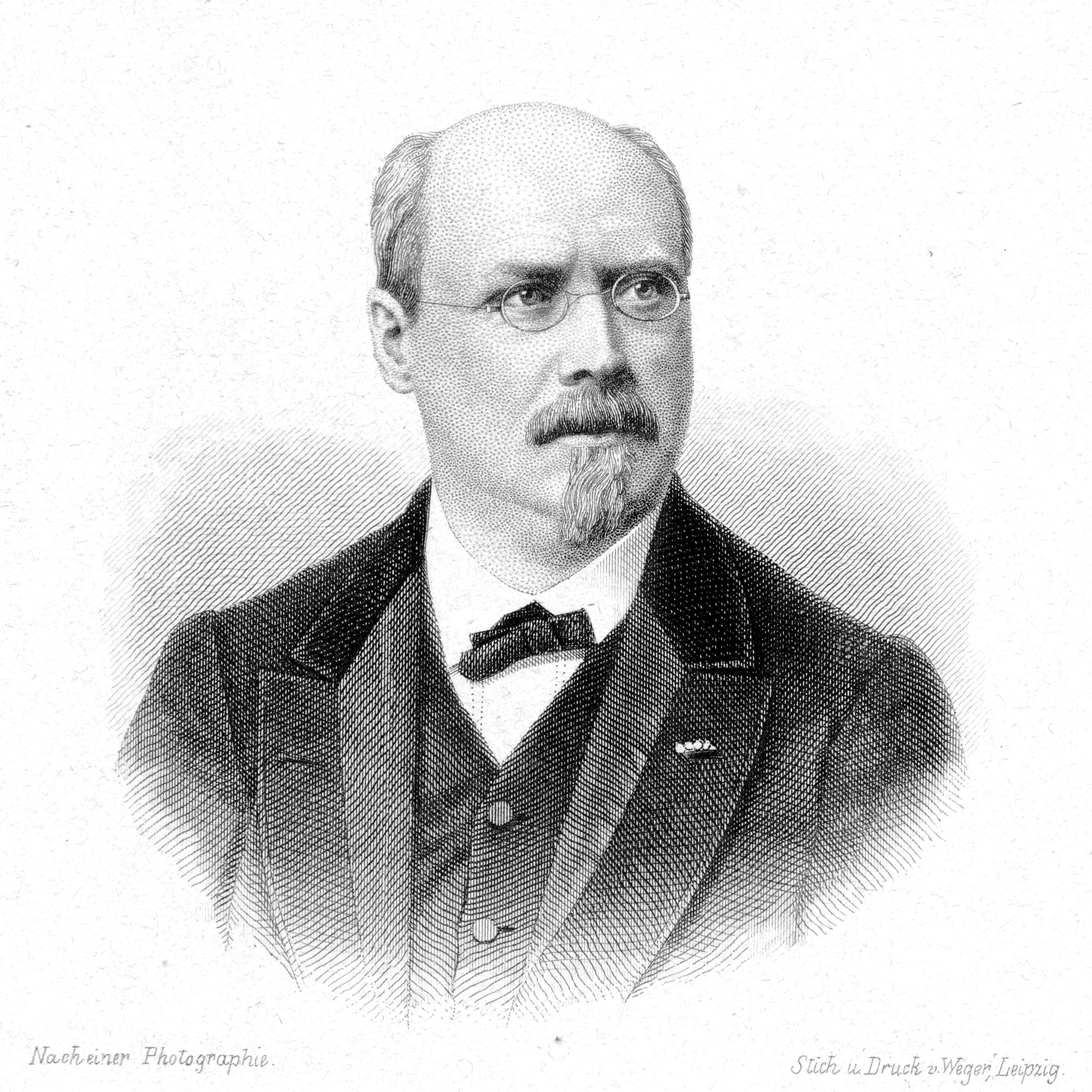
Joachim Raff
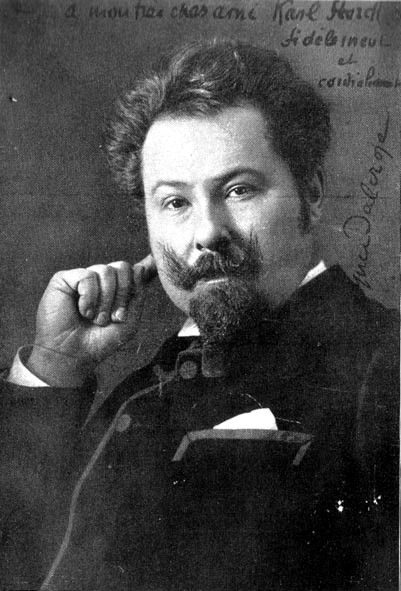
Émile Jaques-Dalcroze
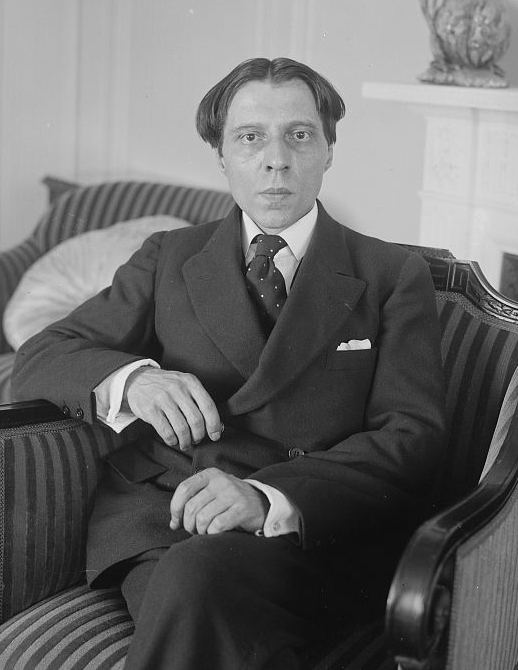
Alfred Cortot
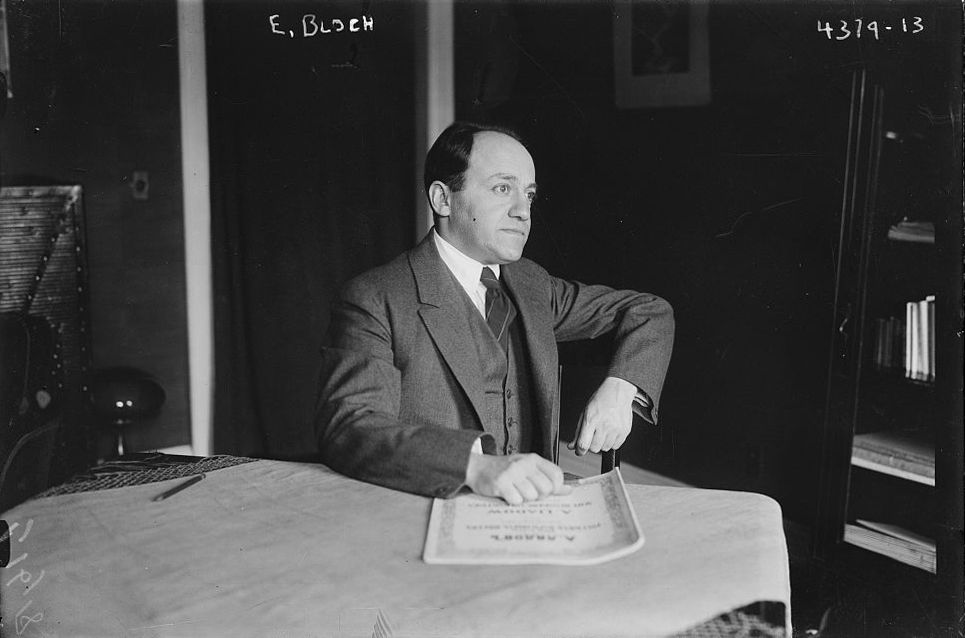
Ernest Bloch
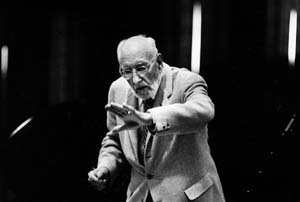
Ernest Ansermet
Frank Martin
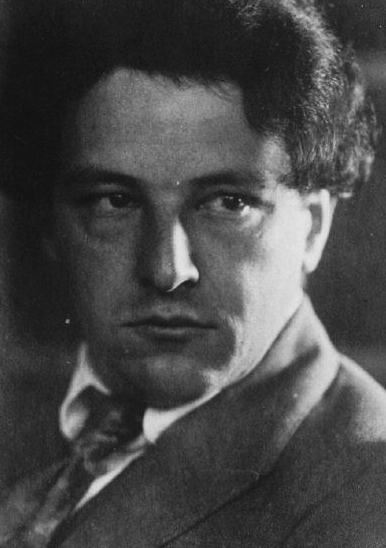
Arthur Honegger
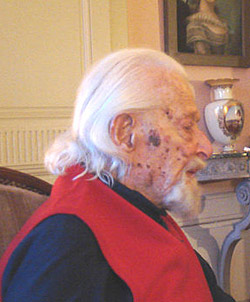
Hugues Cuénod
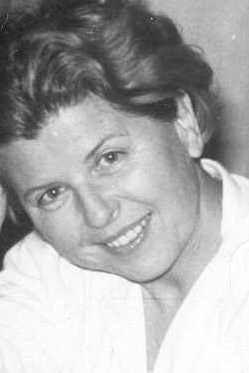
Maria Stader
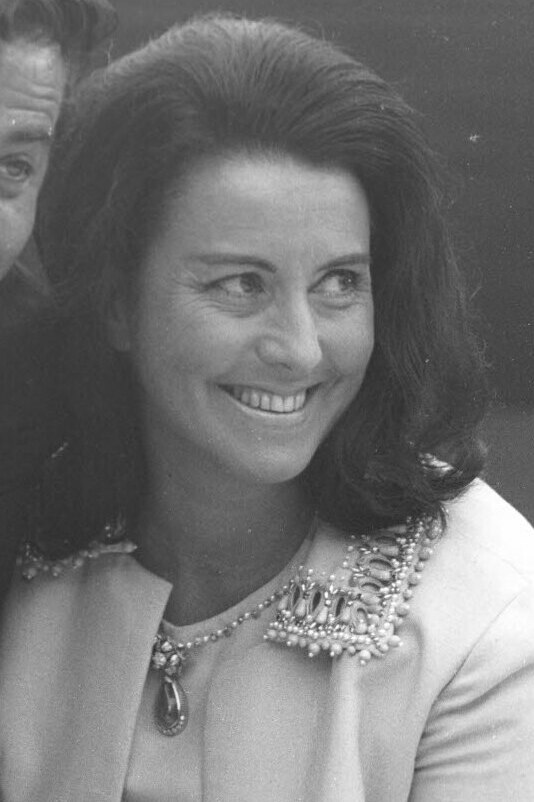
Lisa Della Casa
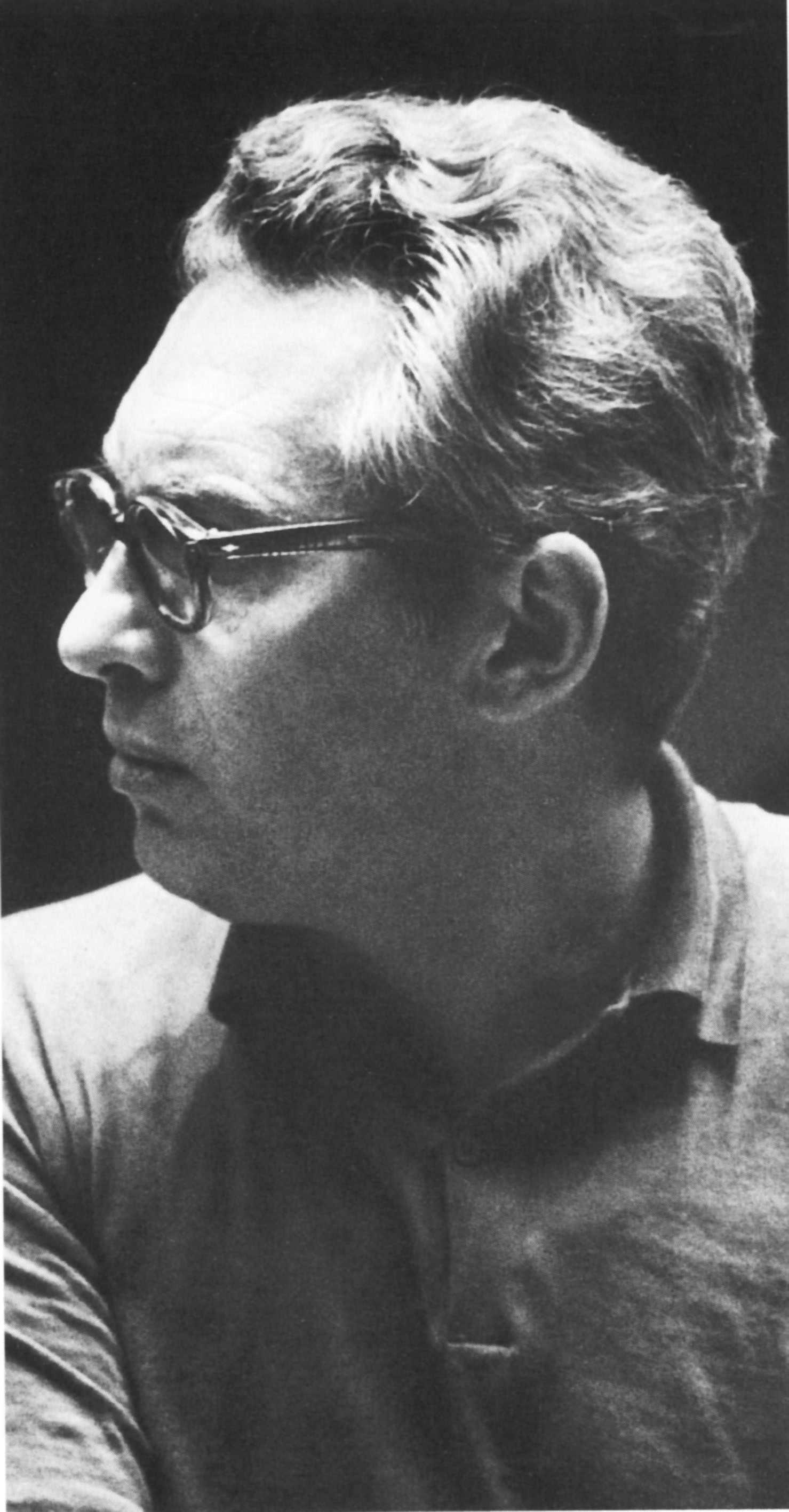
Géza Anda
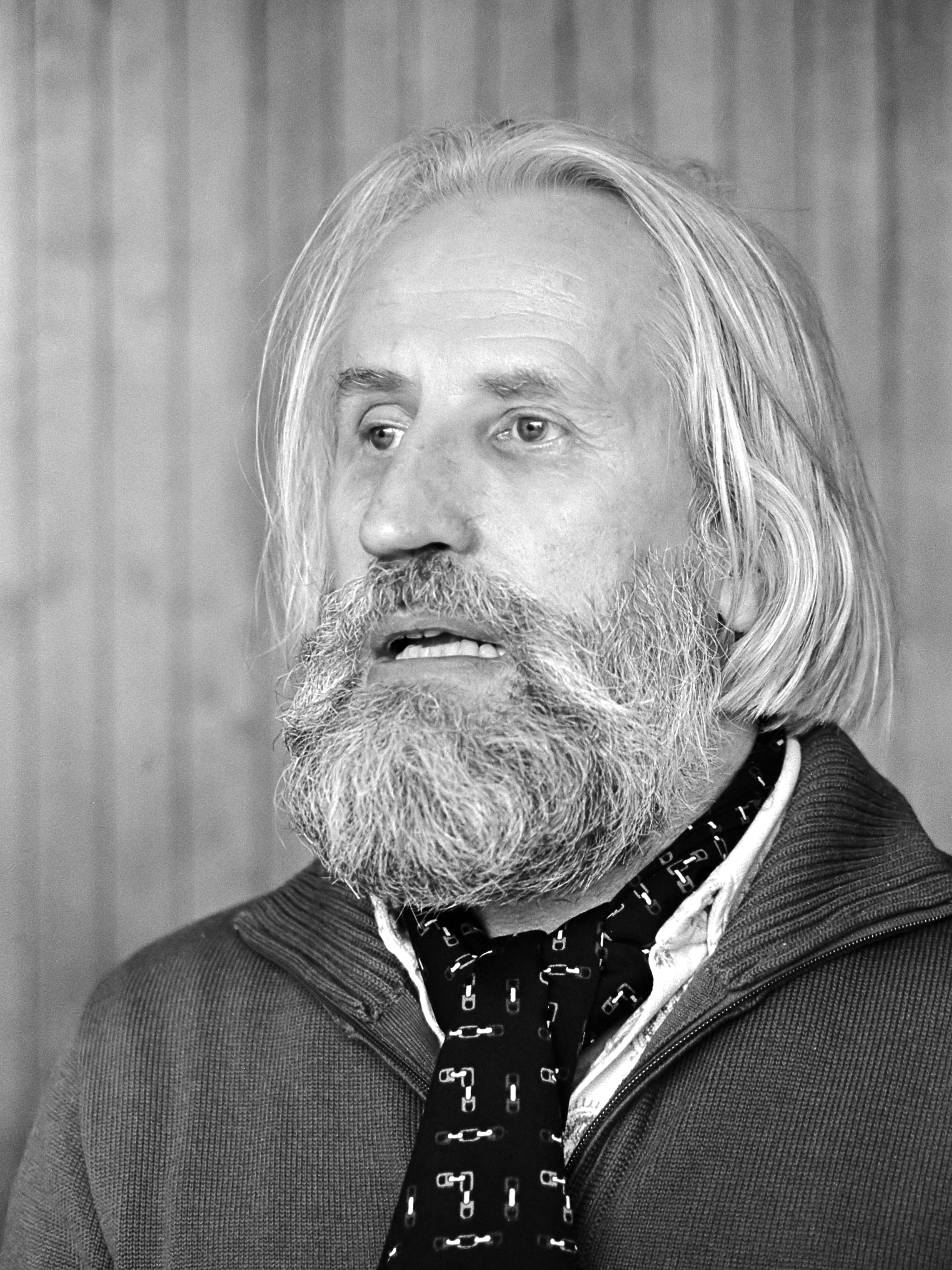
Klaus Huber
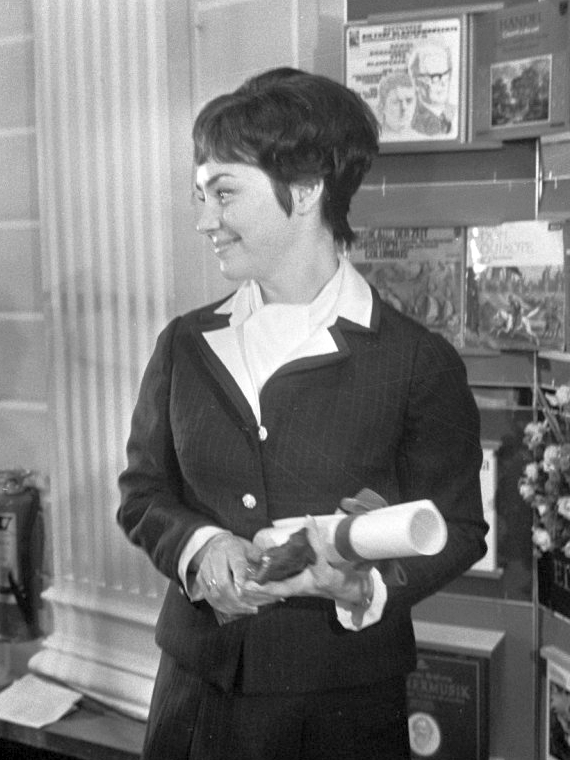
Edith Mathis
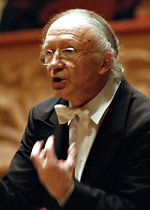
Heinz Holliger
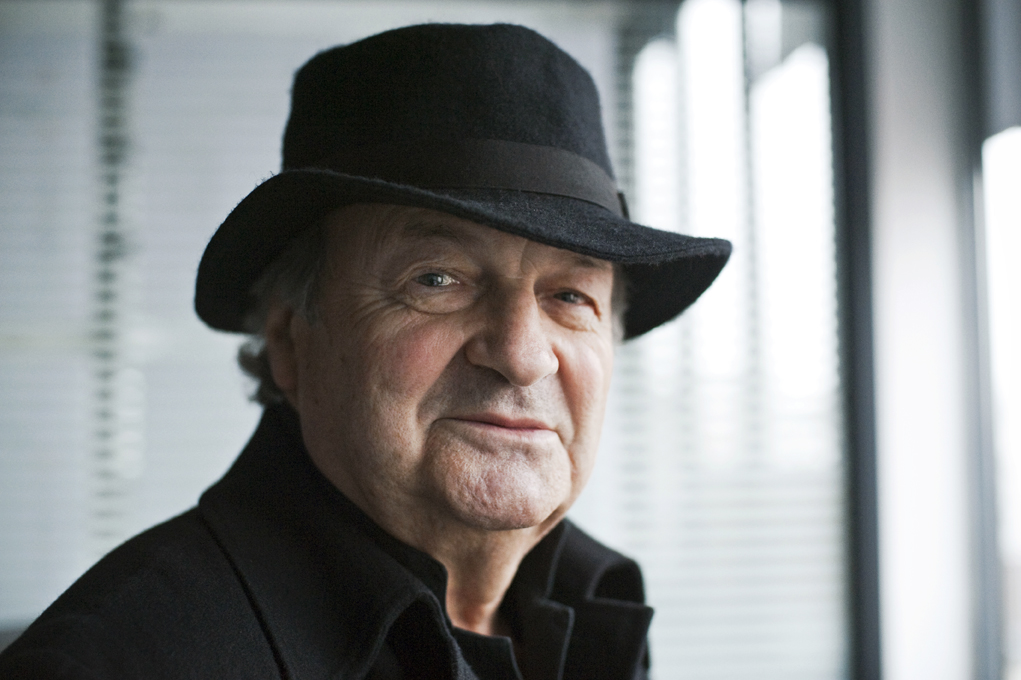
Michel Tabachnik
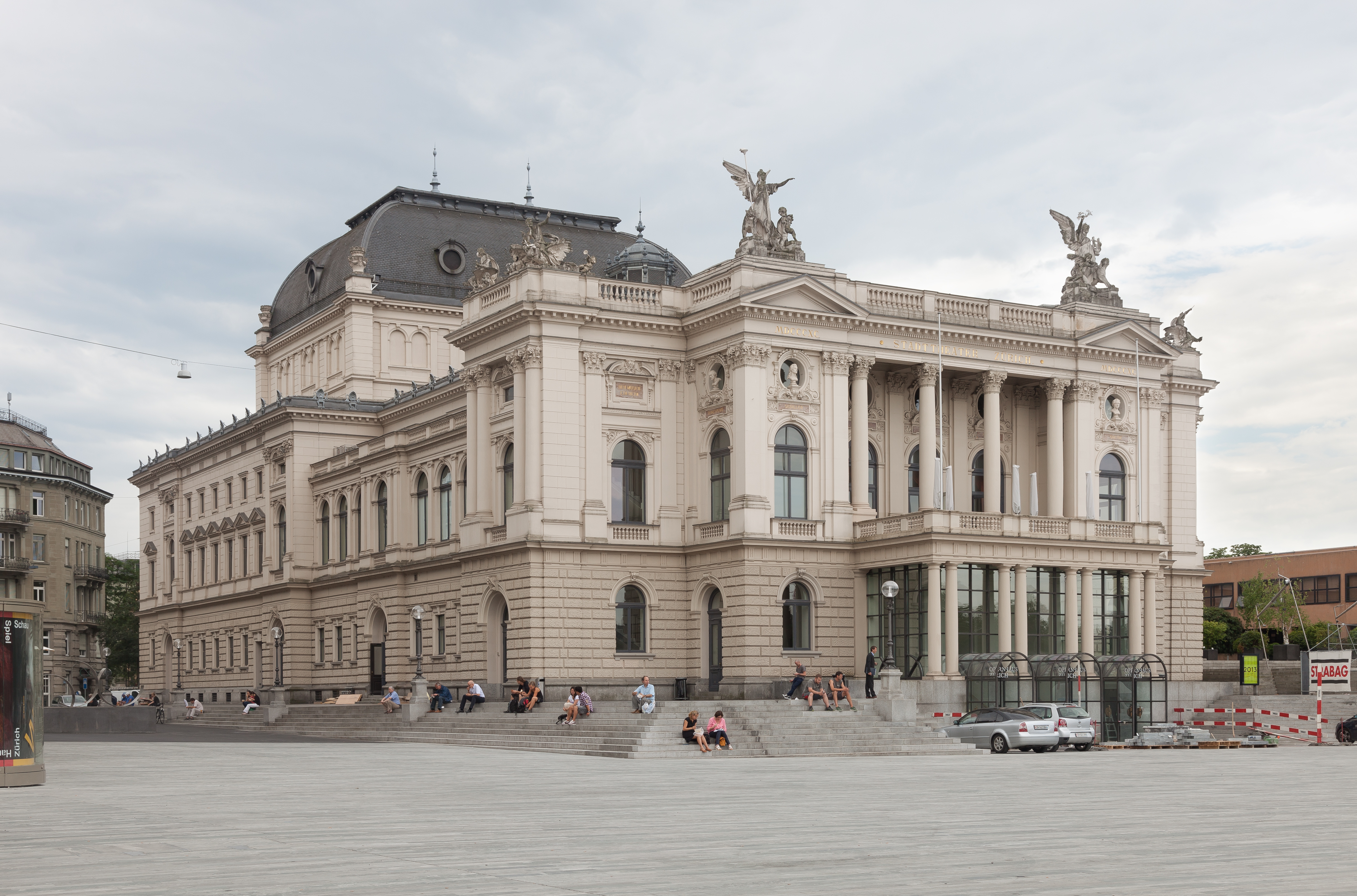
Opernhaus Zürich
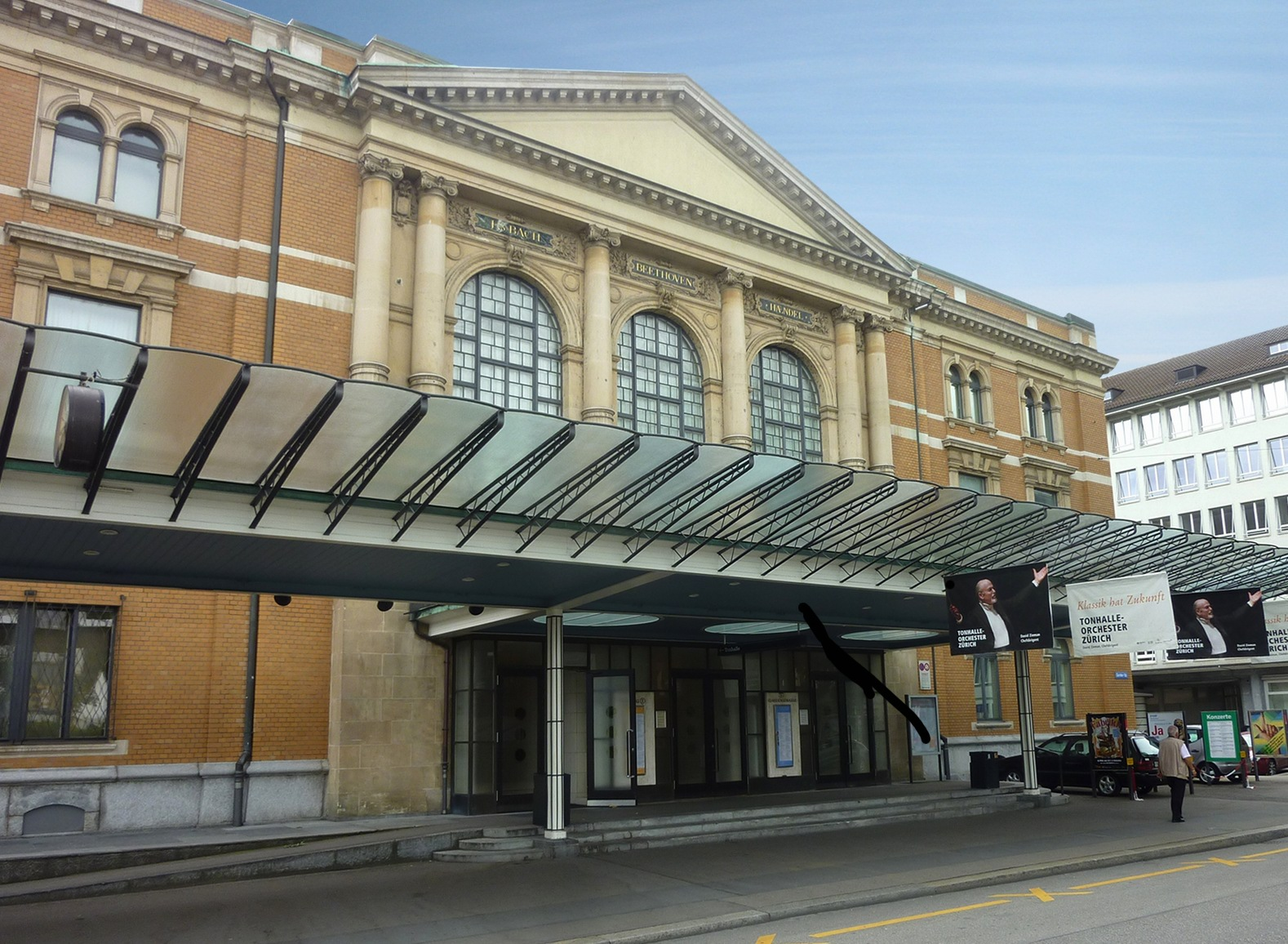
Tonhalle Zürich
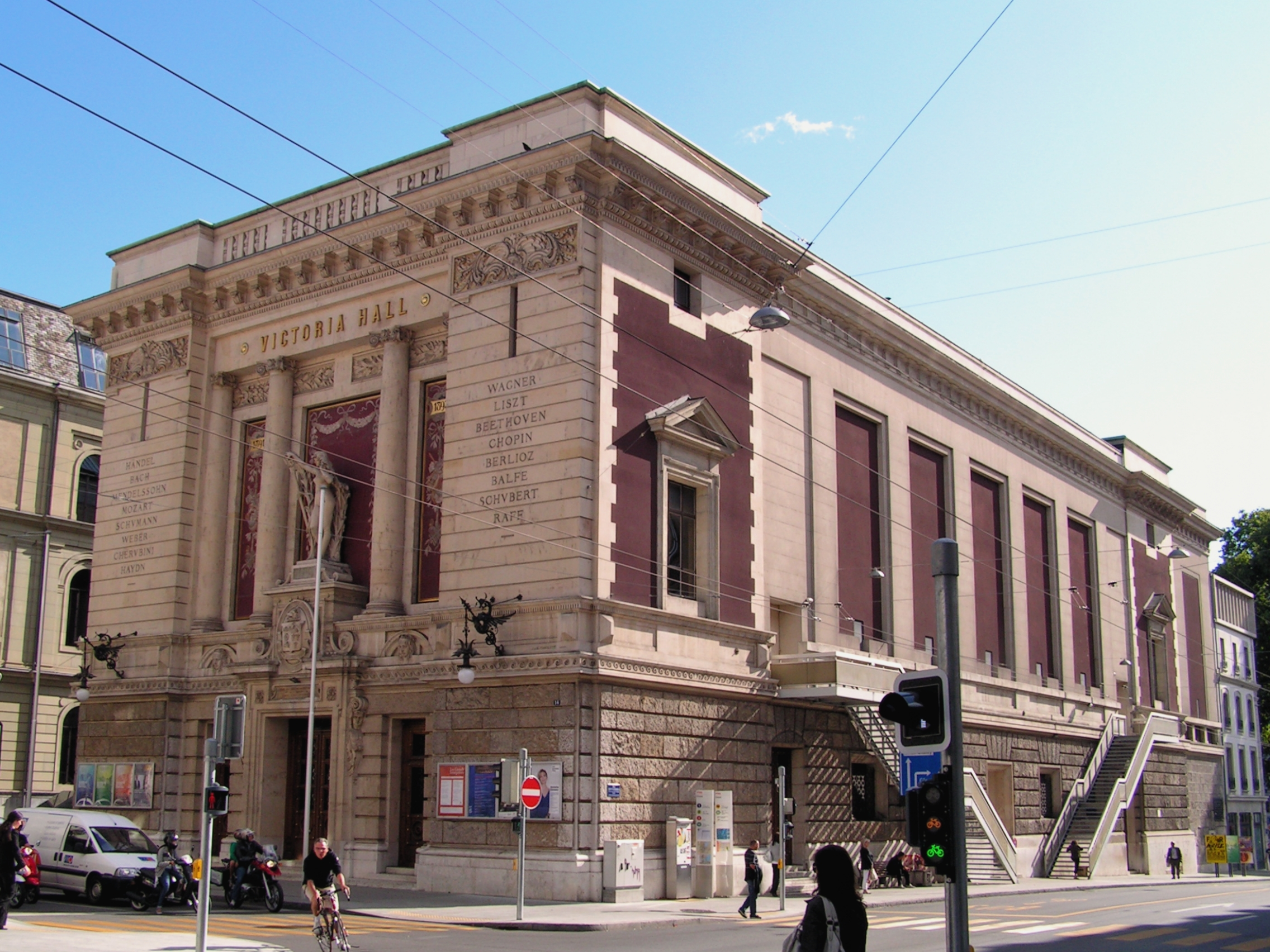
Victoria Hall, Genève, bakermat van het Orchestre de la Suisse Romande
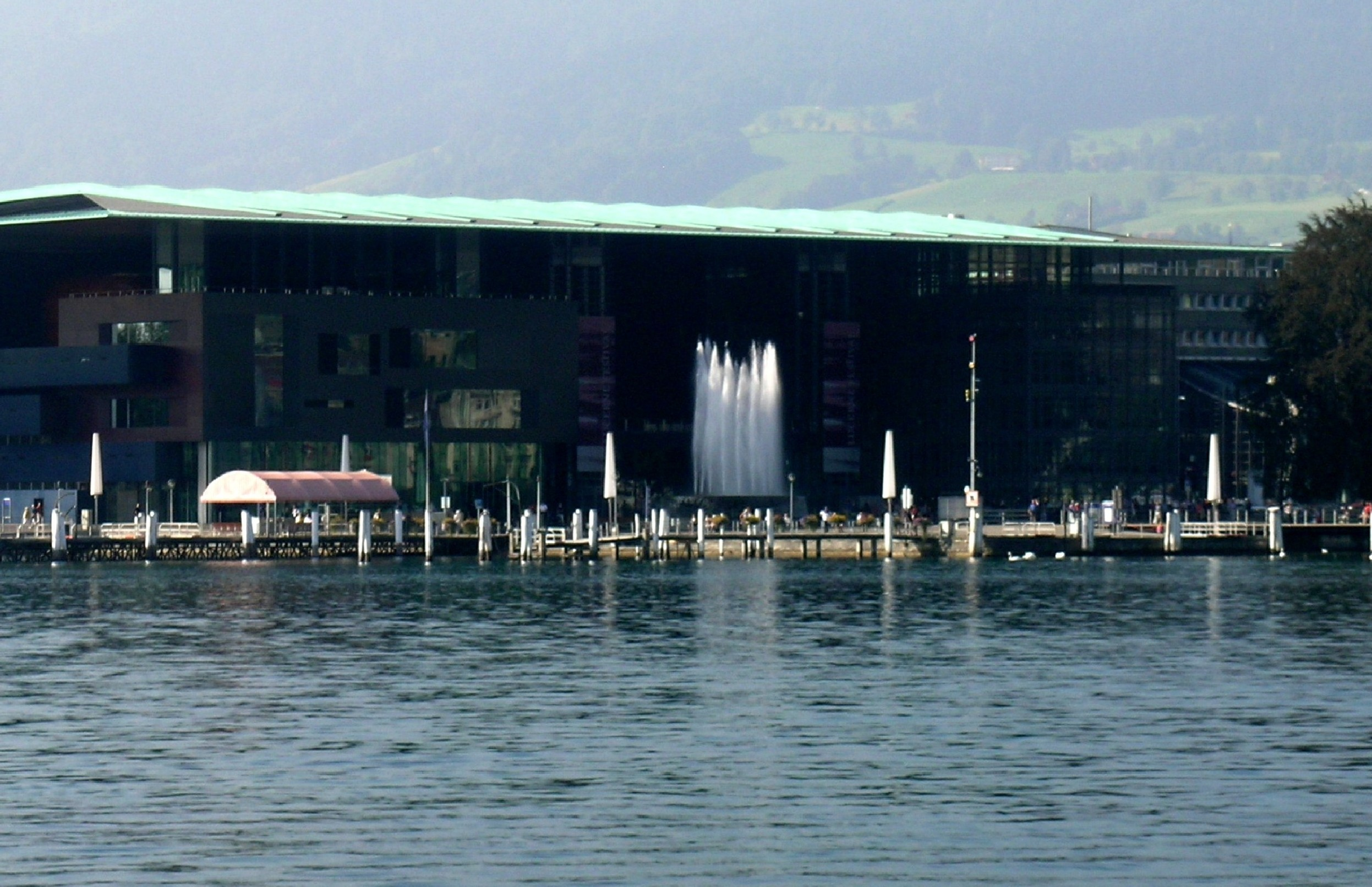
Het Lucerne Festival vindt plaats in het Kultur- und Kongresszentrum Luzern

### Media
De vrijheid van de pers en het recht op vrije meningsuiting worden gegarandeerd in de federale grondwet van Zwitserland. Het Schweizerische Depeschenagentur (SDA) zendt informatie rond-de-klok uit in drie van de vier nationale talen over politiek, economie, maatschappij en cultuur. De SDA levert nieuwsdiensten aan bijna alle Zwitserse media en een paar dozijn buitenlandse media.
Zwitserland beroemde zich in het verleden met het grootste aantal krantentitels in verhouding tot het aantal inwoners en de grootte. De invloedrijkste zijn de Duitstalige Tages-Anzeiger en Neue Zürcher Zeitung (NZZ) en de Franstalige Le Temps, die echter geen van alle als landelijke krant gelden, deels door de taalgrenzen, deels door de sterke aandacht voor het kanton van herkomst van de krant. Bijna elke stad of regio heeft ten minste één lokale krant. De meeste kranten zijn samengegaan in grote uitgeverijen.
In tegenstelling tot de gedrukte media, hebben radio en televisie meer onder controle gestaan van de overheid. De Zwitserse nationale omroep SRG SSR is belast met de productie en uitzending van radio en televisie. SRG SSR-studio's zijn verdeeld over de verschillende taalgebieden. Radio-inhoud wordt geproduceerd in zes centrale en vier regionale studio's, terwijl de tv-programma's worden geproduceerd in Genève, Zürich en Lugano. Een uitgebreid kabelnetwerk geeft de meeste Zwitsers toegang tot de programma's uit omringende landen.

### Bezienswaardigheden
Enkele bekende bezienswaardigheden zijn:
- Abdij van Sankt Gallen
- Benedictijner abdij Sankt Johann te Müstair
- Jungfrau-Aletsch-Bietschhorn
- Kastelen van Bellinzona (Tri castelli)
- Kandersteg International Scout Centre (KISC)
- Monte San Giorgio
- Oude binnenstad van Bern
- Rheinfall Schaffhausen
- Kapelbrug in Luzern
- Diverse meren zoals Bodenmeer, Meer van Genève en het Meer van Neuchâtel

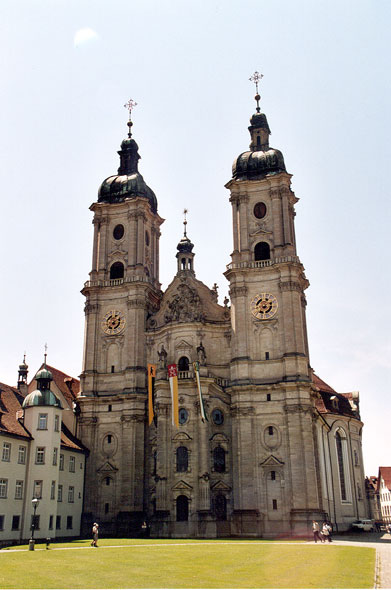
Abdij van Sankt Gallen
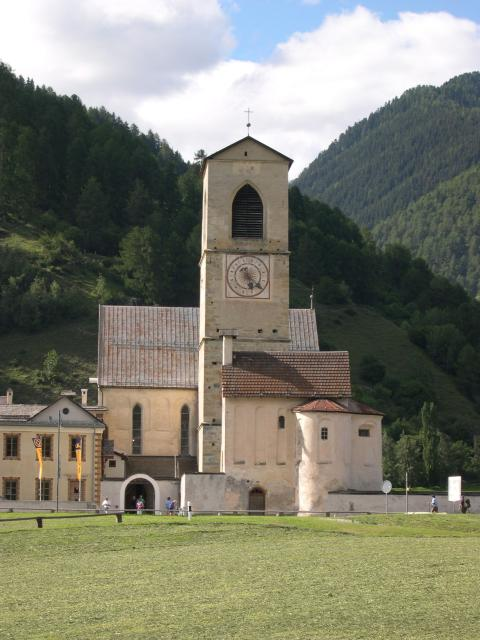
Abdij Skt. Johann in Müstair
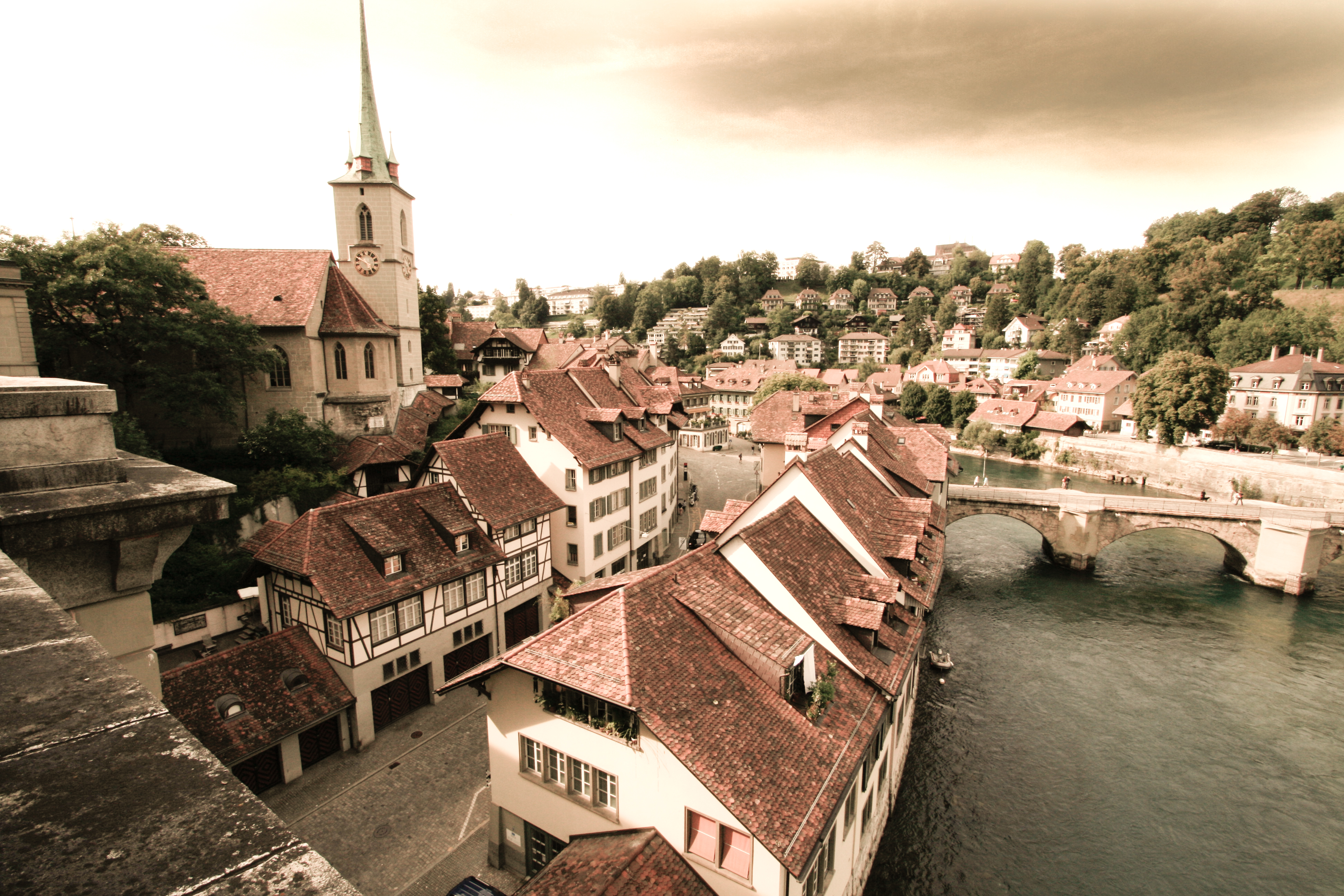
Oude stad Bern
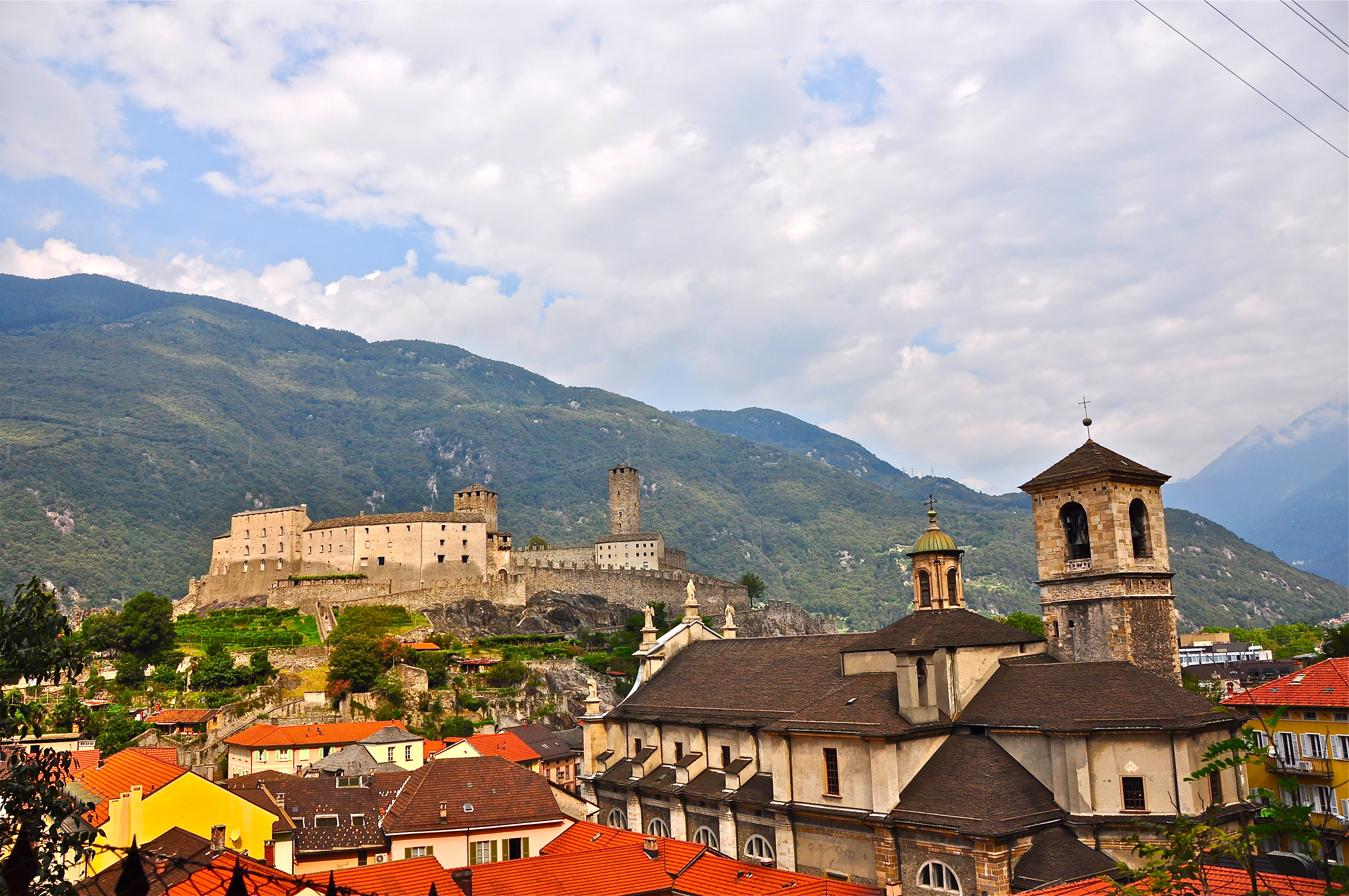
Bellinzona
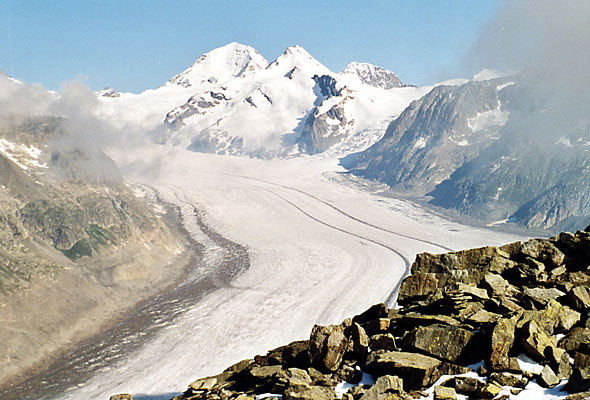
Jungfrau-Aletsch
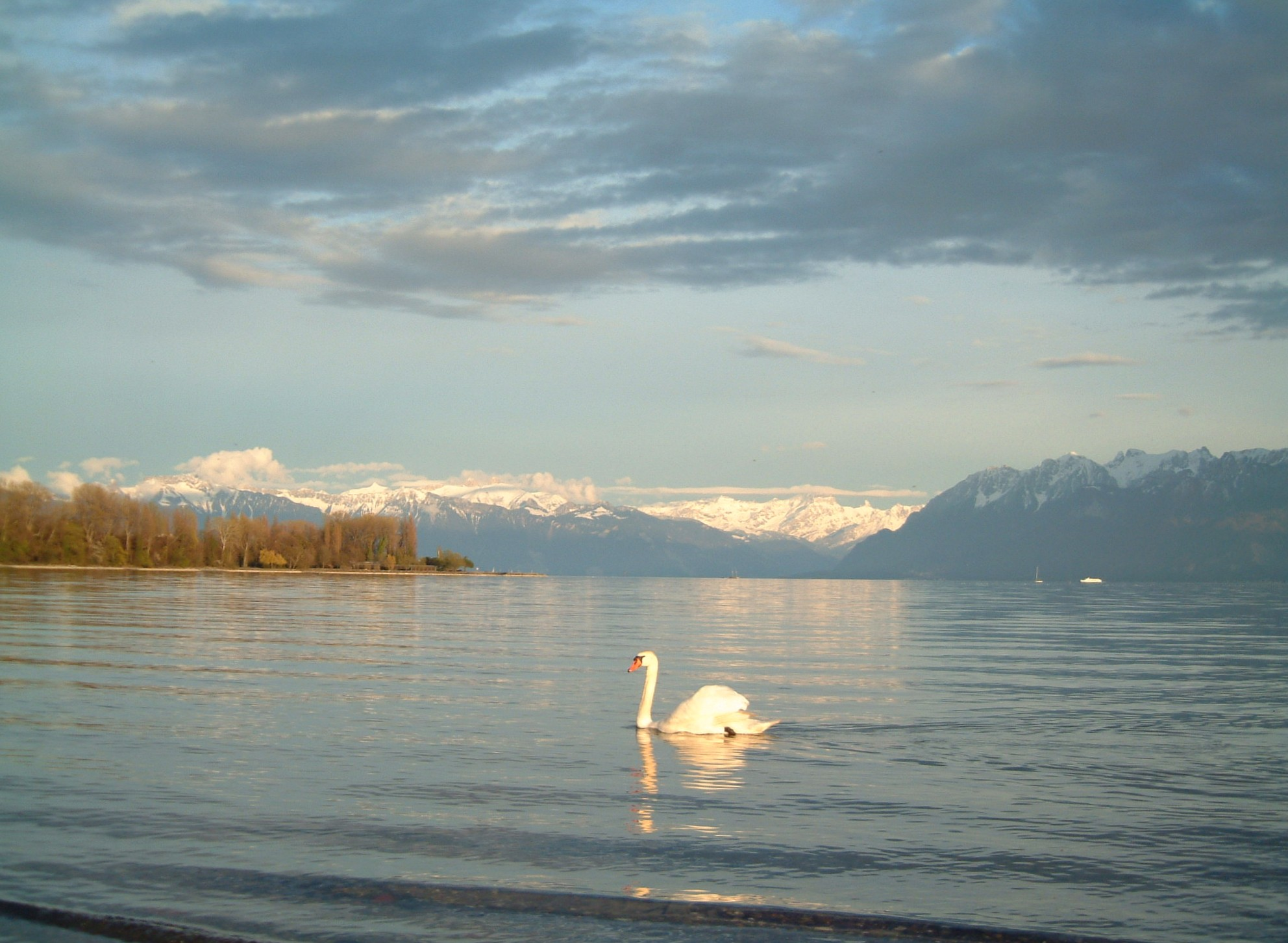
Meer van Genève
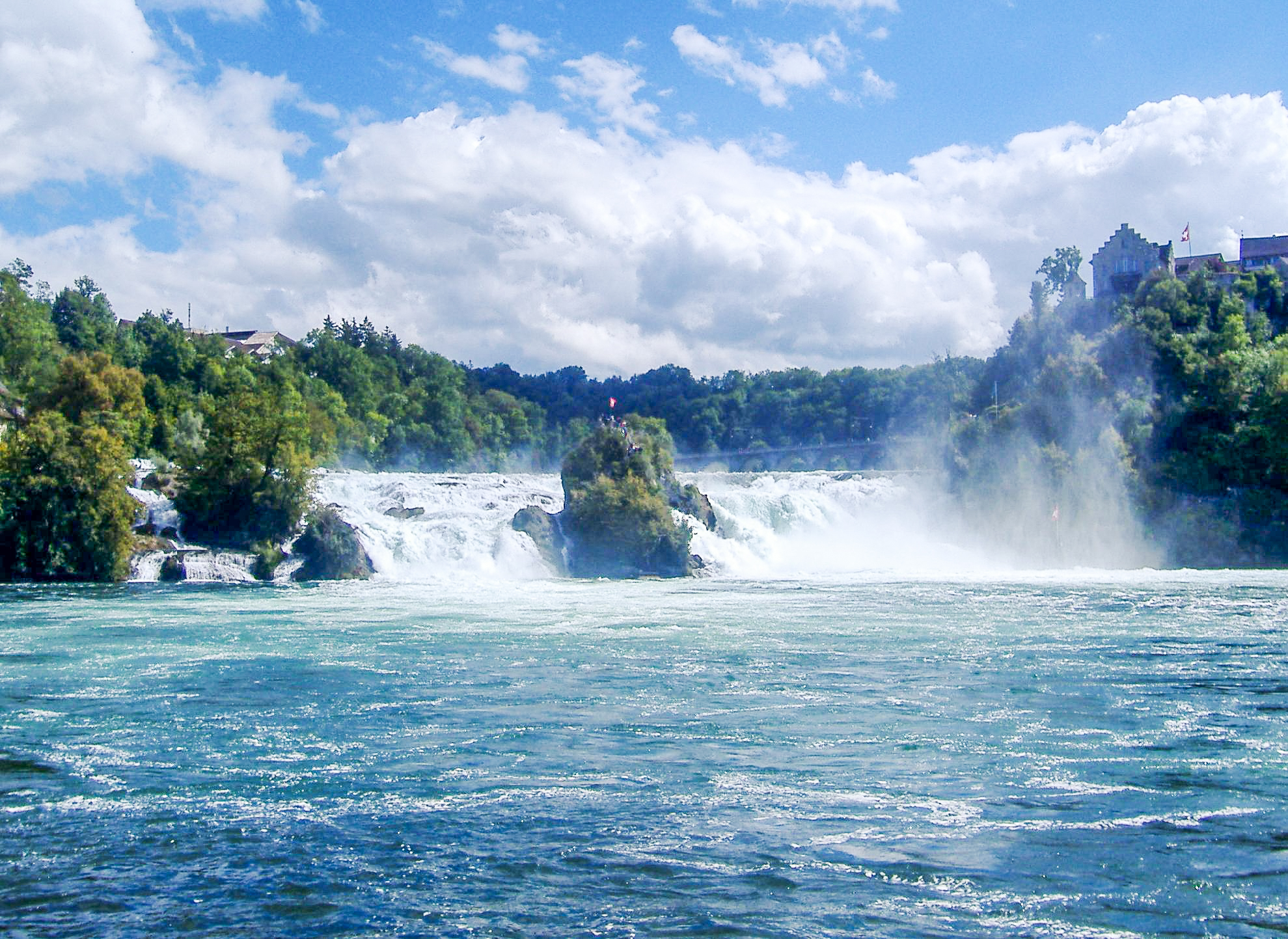
Rheinfall Schaffhausen
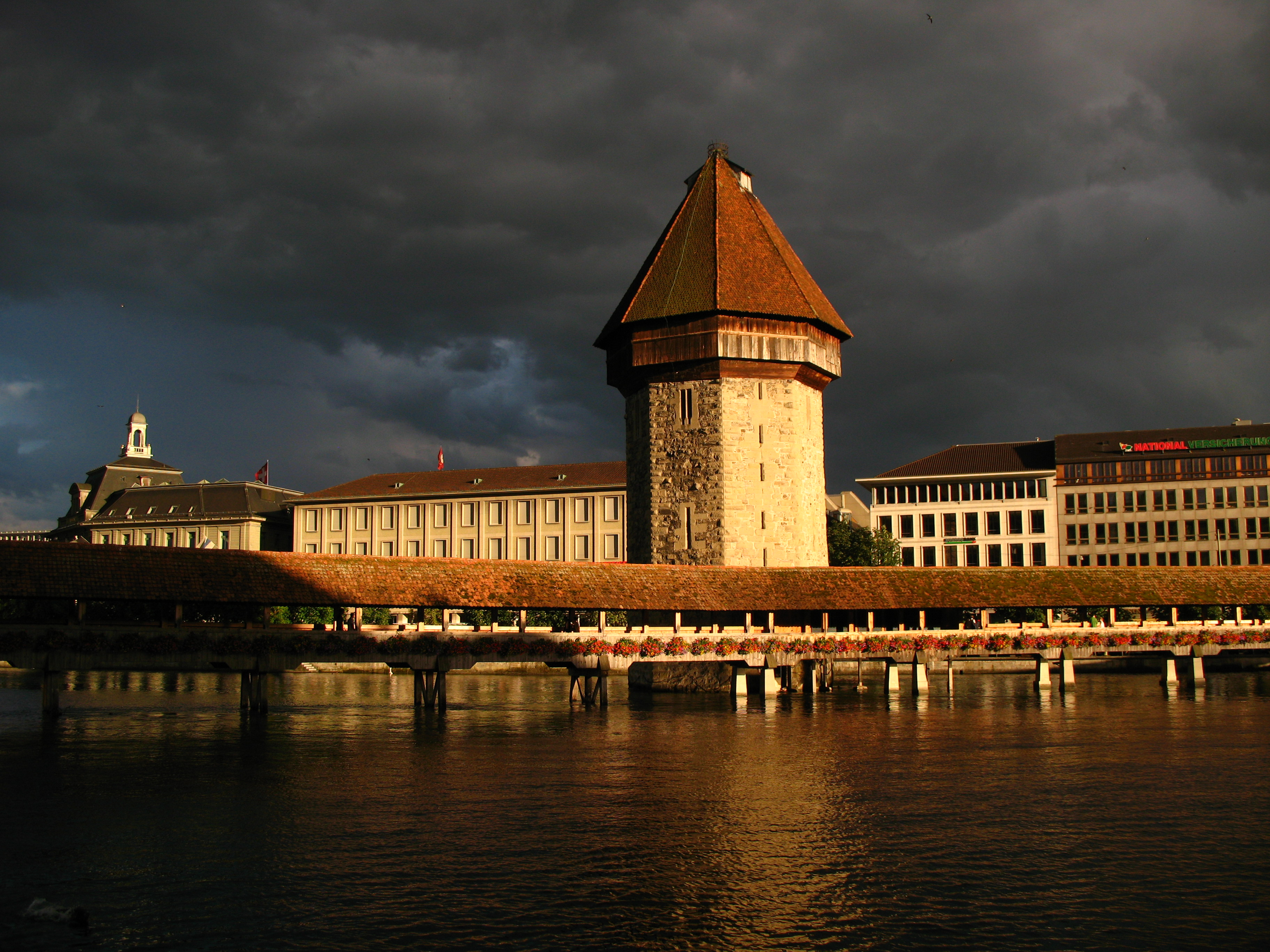
Kapellbrücke Luzern

### Musea

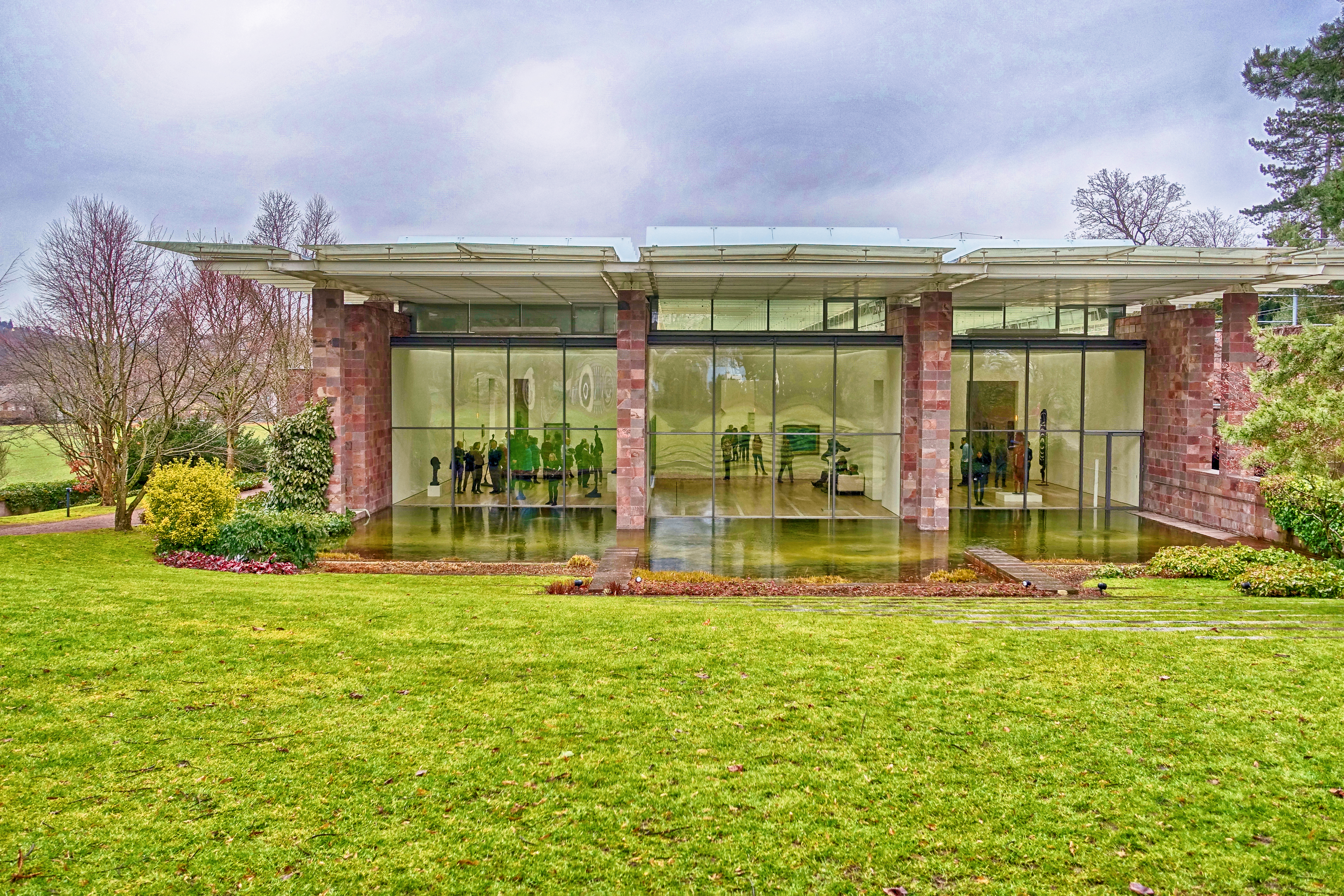
Fondation Beyeler, Bazel
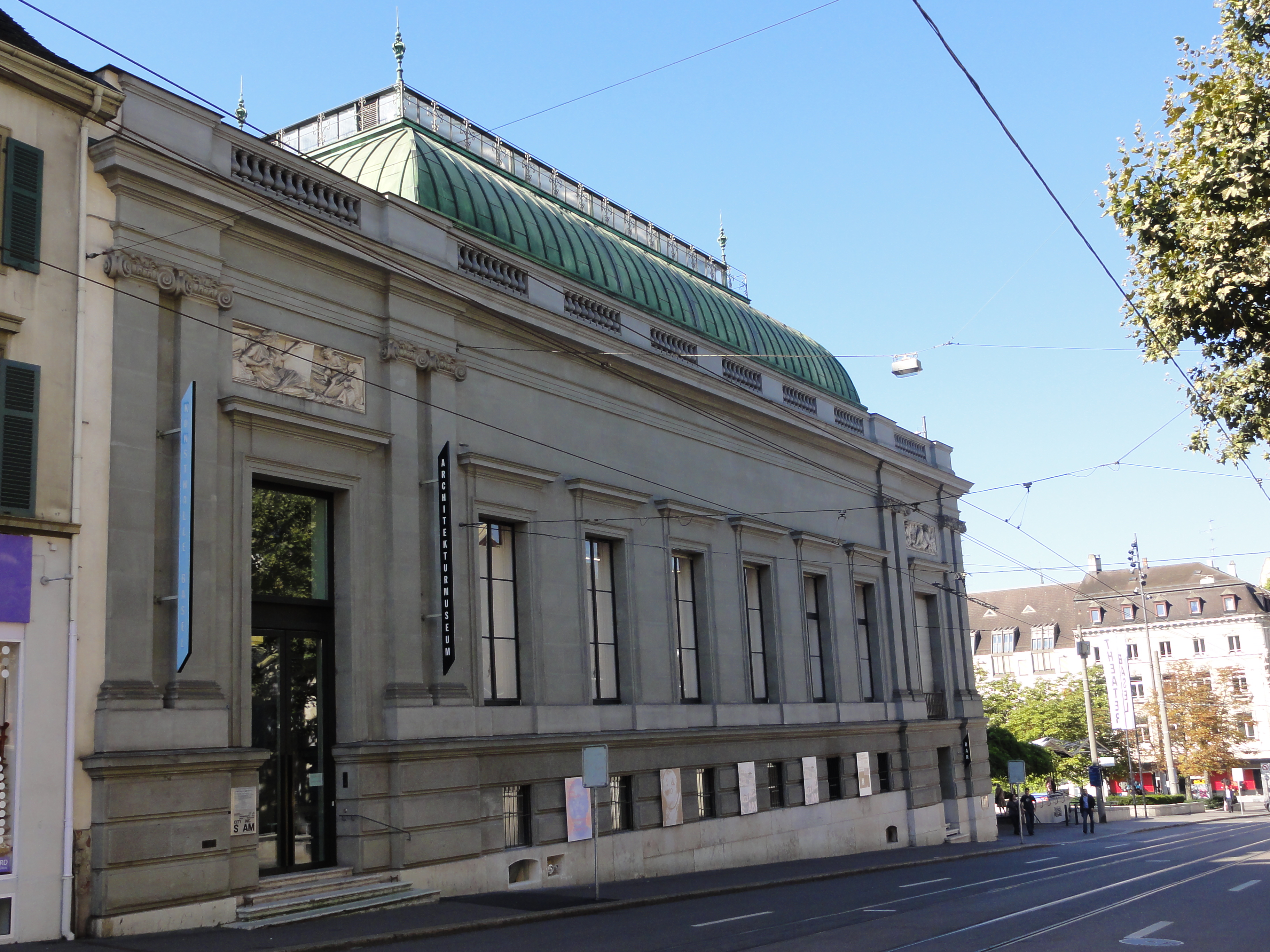
Kunsthalle Basel
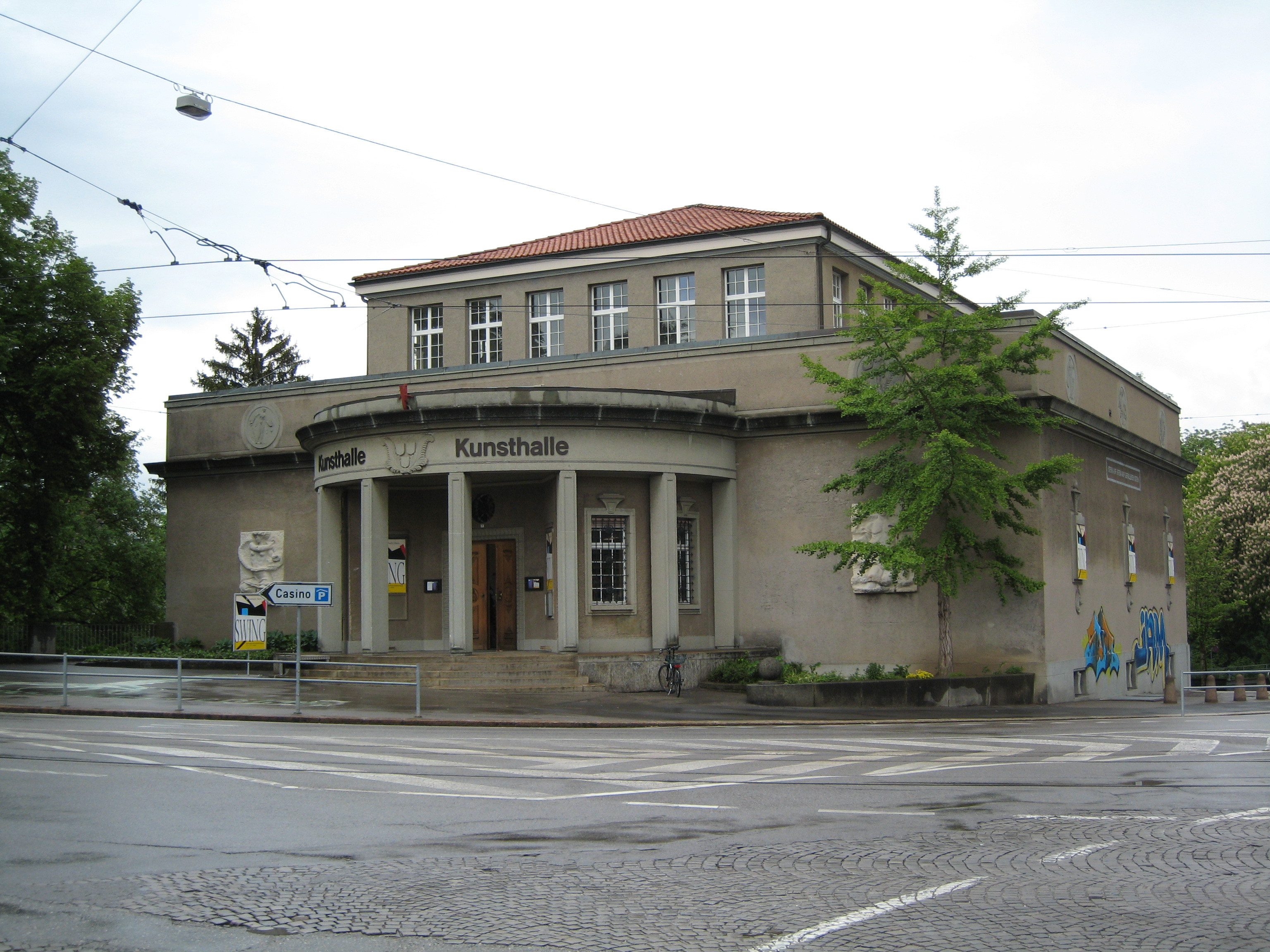
Kunsthalle Bern
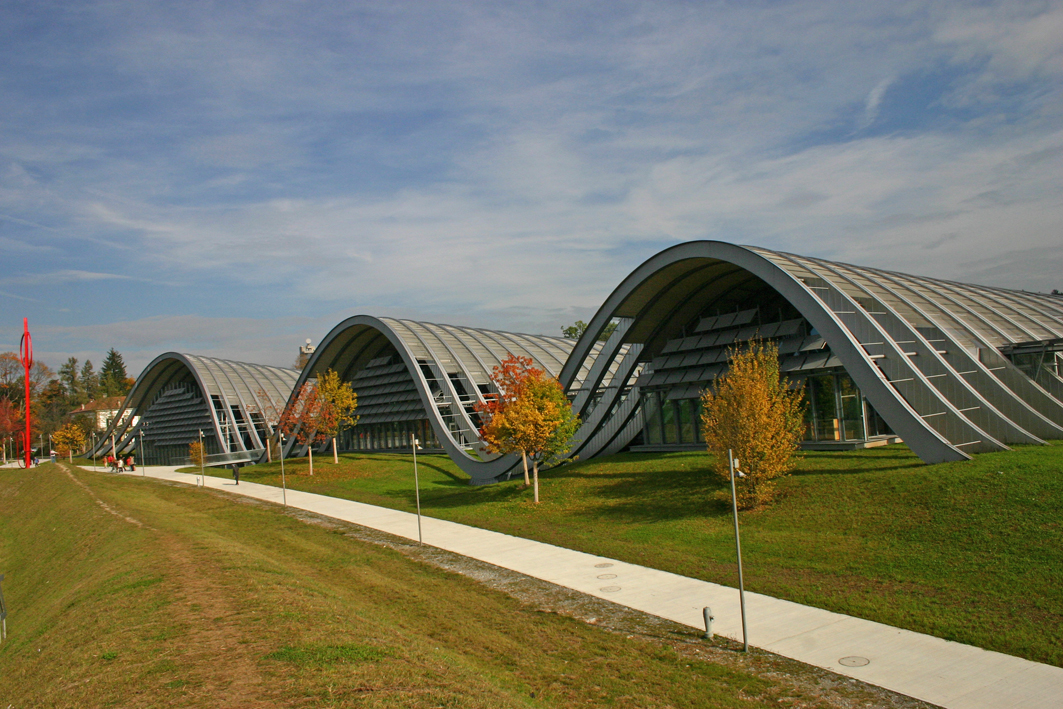
Zentrum Paul Klee, Bern
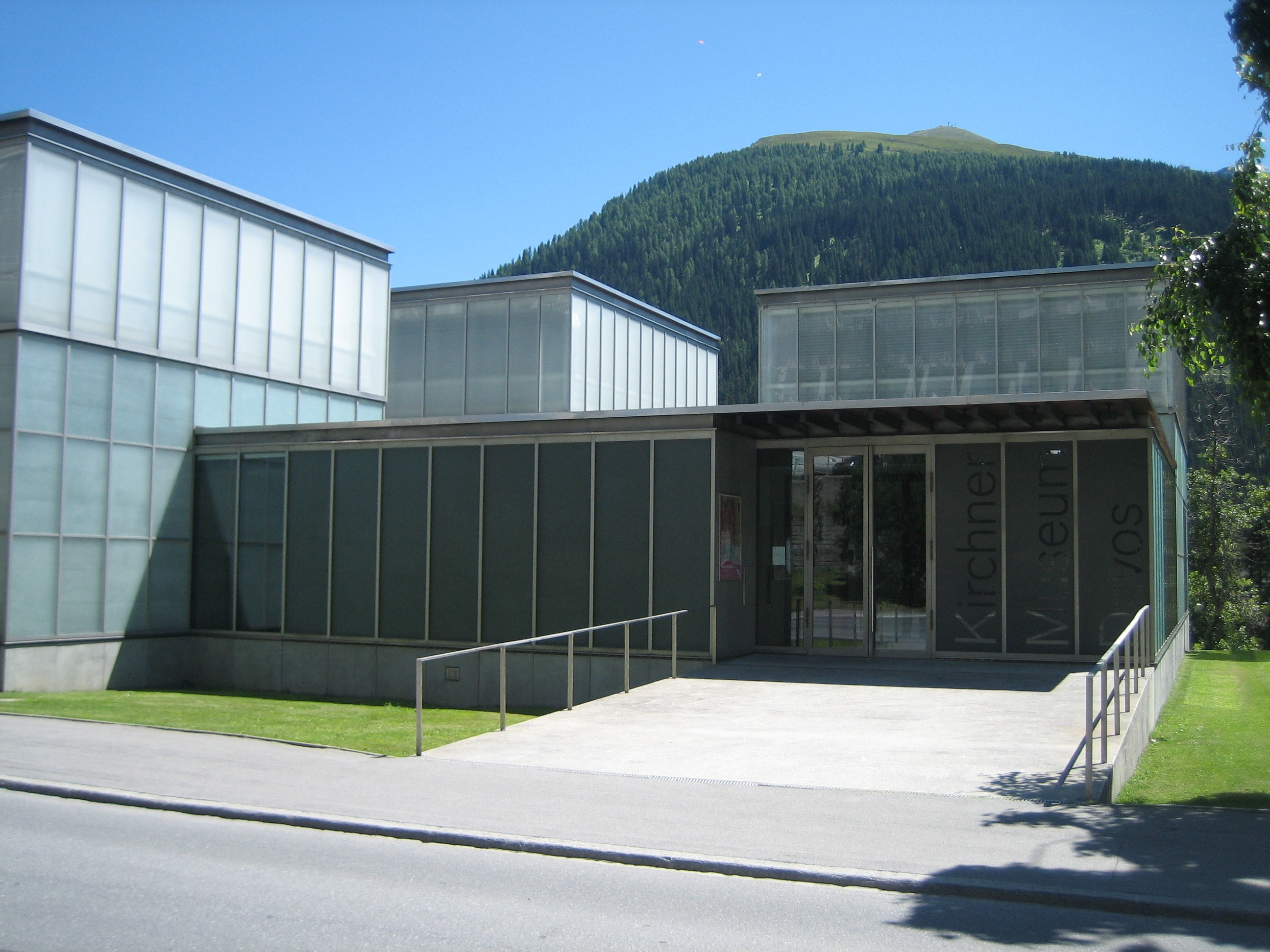
Kirchner Museum Davos
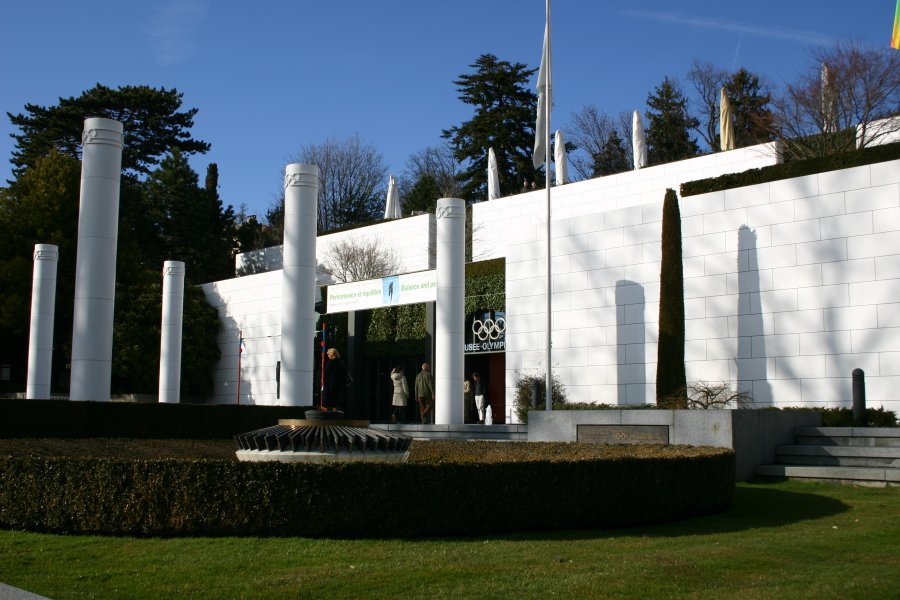
Olympisch museum, Lausanne
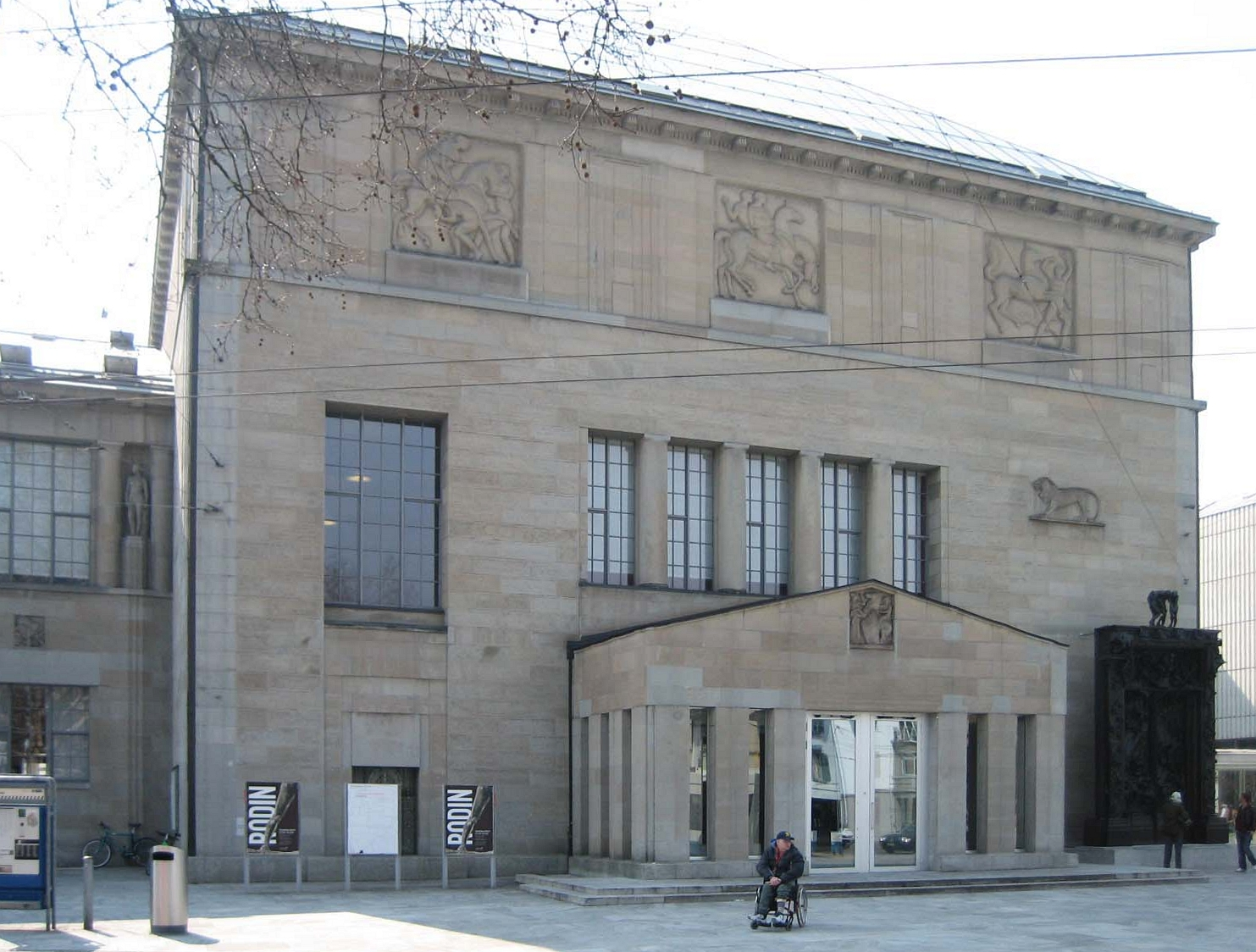
Kunsthaus Zürich
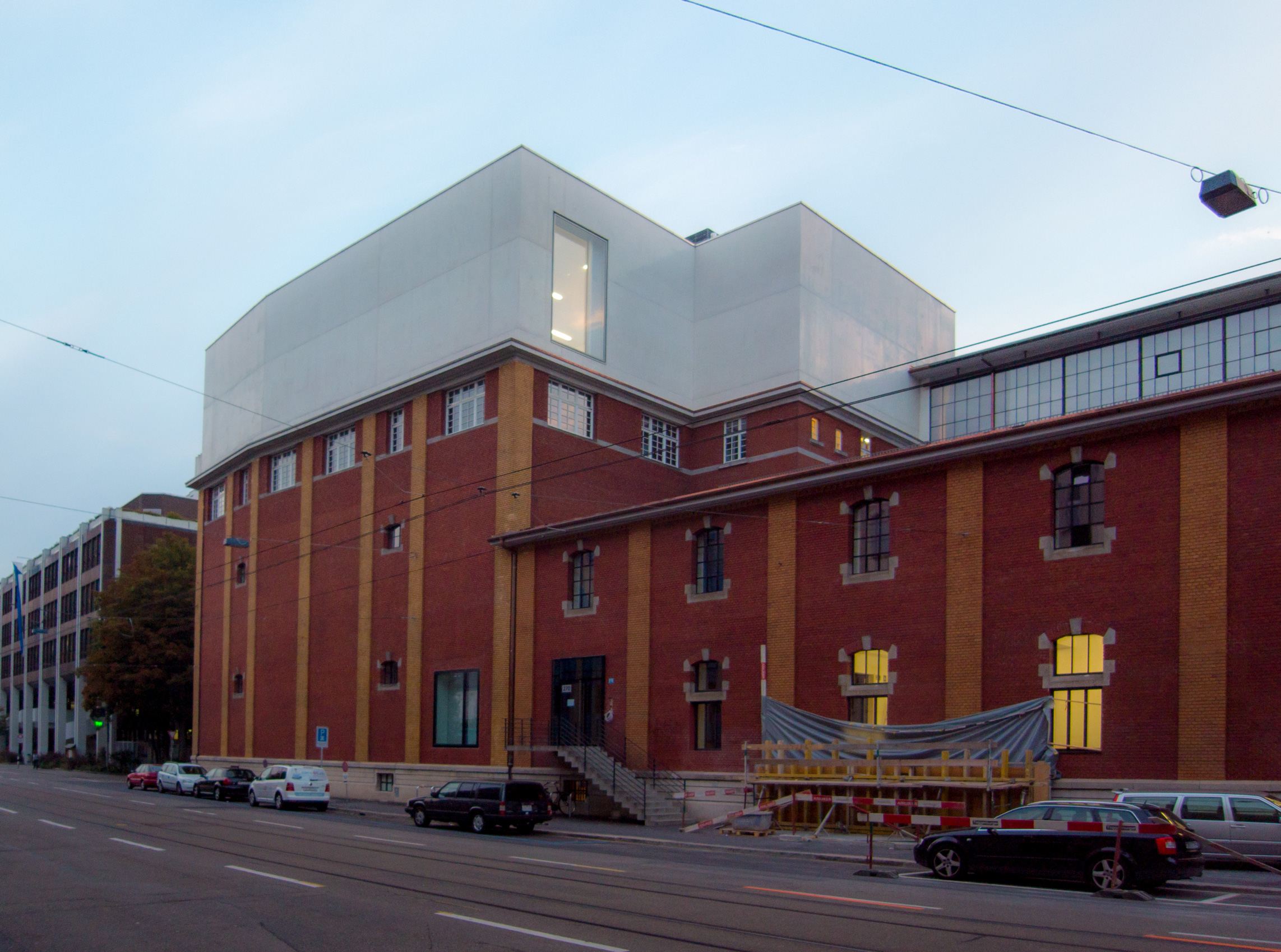
Kunsthalle Zürich

### Keuken
De keuken van Zwitserland kent vele facetten. Hoewel sommige gerechten zoals fondue, raclette of rösti door het hele land bekend zijn, heeft elke regio zijn eigen kookkunst op basis van de verschillen in klimaat en talen. De traditionele Zwitserse keuken maakt gebruik van ingrediënten vergelijkbaar met die in andere Europese landen, maar ook van unieke zuivelproducten, zoals gruyère of emmentaler, geproduceerd in de valleien Gruyères en Emmental. Het aantal hautecuisinerestaurants is hoog, vooral in het westen van Zwitserland.
Chocolade wordt gemaakt in Zwitserland sinds de 18e eeuw, maar de Zwitserse chocolade verkreeg haar reputatie pas aan het eind van de 19e eeuw met de uitvinding van moderne technieken, zoals het concheren en het temperen, die producten van een hoog kwaliteitsniveau voortbracht. Een andere doorbraak was de uitvinding van melkchocolade in 1875 door Daniel Peter. De Zwitsers zijn de grootste consumenten van chocolade.
De populairste alcoholische drank in Zwitserland is wijn. In Zwitserland wordt een opmerkelijke verscheidenheid aan druivensoorten geteeld, mogelijk gemaakt door de grote variatie aan terroirs, met hun specifieke combinatie van bodem, lucht, hoogte en licht. Zwitserse wijn wordt voornamelijk geproduceerd in Wallis, Vaud (Lavaux), Genève en Ticino. Wijngaarden komen voor in Zwitserland sinds de Romeinse tijd, al zijn er sporen te vinden van een oudere oorsprong. De meest voorkomende soorten zijn de chasselas (de zogenaamde fendant in Wallis) en pinot noir. De merlot is de belangrijkste variëteit geproduceerd in Ticino.

### Sport

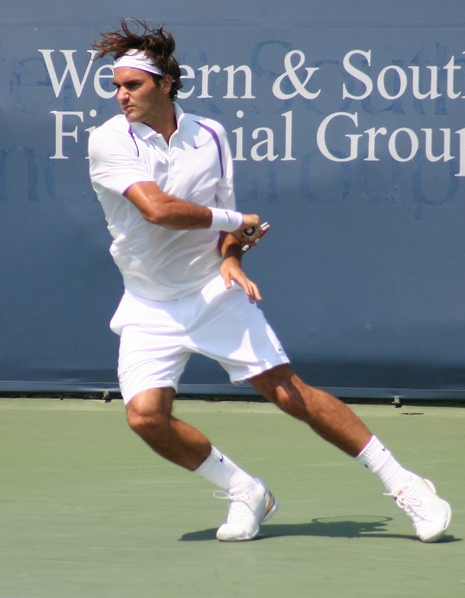
Roger Federer

Populaire sporten in Zwitserland zijn de wintersporten zoals skiën, ijshockey, langlaufen, rodelen, schansspringen en curling. Ook voetbal is in Zwitserland een veelbeoefende sport. Nationale sporten zijn schwingen, steenstoten en hornussen.
In 1928 en 1948 werden de Olympische Winterspelen in Zwitserland gehouden, beide malen in Sankt Moritz. In 2008 was Zwitserland, samen met Oostenrijk, het gastland van het EK voetbal.
In het wegwielrennen zijn onder anderen Heiri Suter, Ferdi Kübler, Tony Rominger, Alex Zülle en Fabian Cancellara bekende namen. Andere bekende sporters zijn onder meer de tennissers Martina Hingis, Roger Federer, Stanislas Wawrinka en de voetballers Granit Xhaka, Xherdan Shaqiri, Stephan Lichtsteiner en Ricardo Rodriguez. Verder neemt FC Basel regelmatig deel aan de Champions League en is ook BSC Young Boys een bekende naam in het Zwitserse voetbal.
In Zwitserland bestond een verbod op auto- en motorraces op de weg waarbij deelnemers tijdens de wedstrijd elkander theoretisch kunnen raken. Uitzondering hierop was de discipline supermoto, waarbij op zowel geasfalteerde als ongeasfalteerde parcoursdelen gereden wordt. In Zwitserland zijn geen aan de huidige eisen voldoenende permanente faciliteiten voor auto- en motorraces boven het niveau van racekarts en brommers. Het eerdere verbod op races is echter in 2007 opgeheven.
Zwitserland is ook bekend vanwege de vele hoofdkantoren van sportcomités, zoals het IOC in Lausanne, FIFA in Zürich en UEFA in Nyon.